# Arte persa

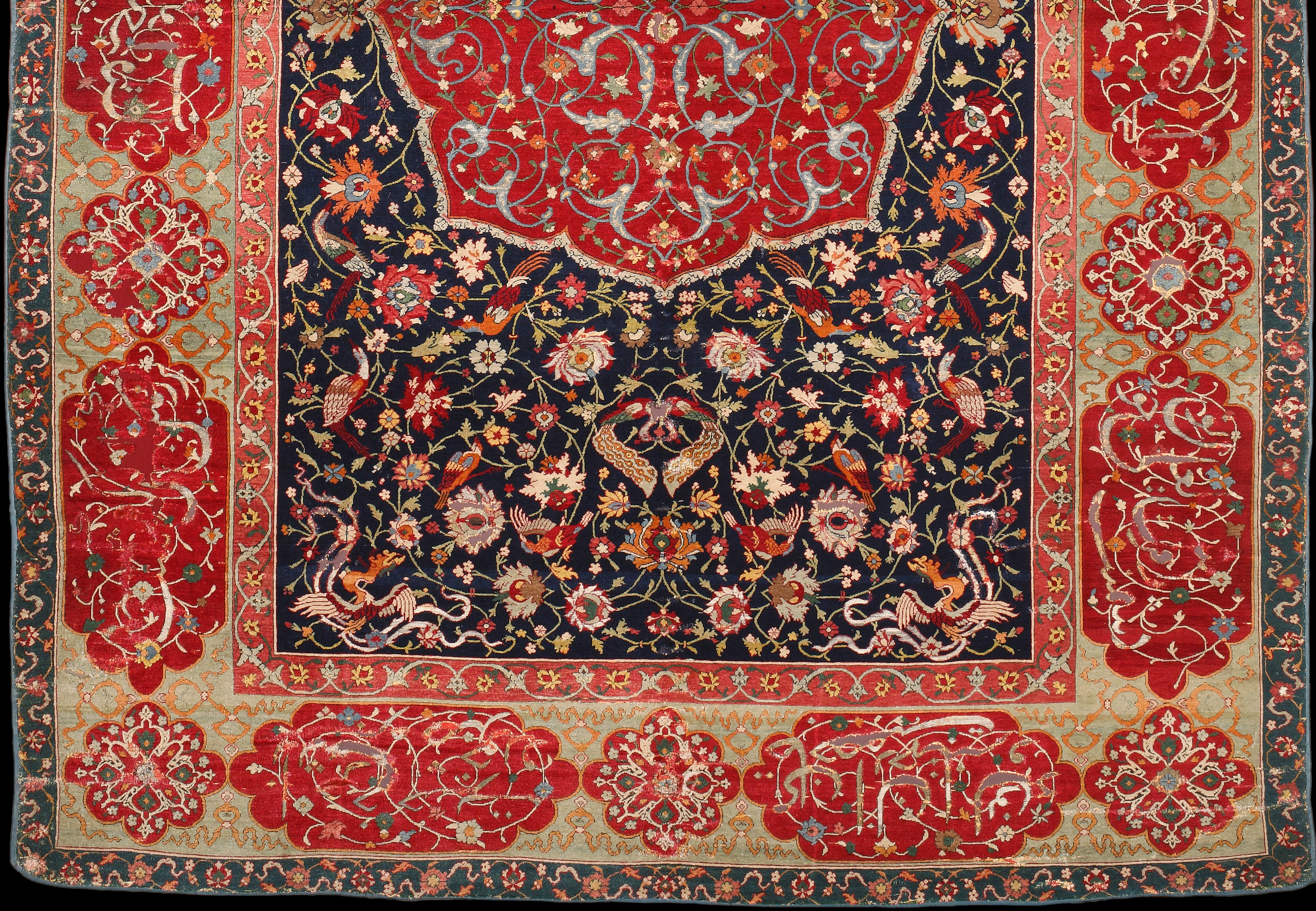
Mitad de una "alfombra Salting", safávida, en lana, seda e hilo metálico, alrededor del año 1600.

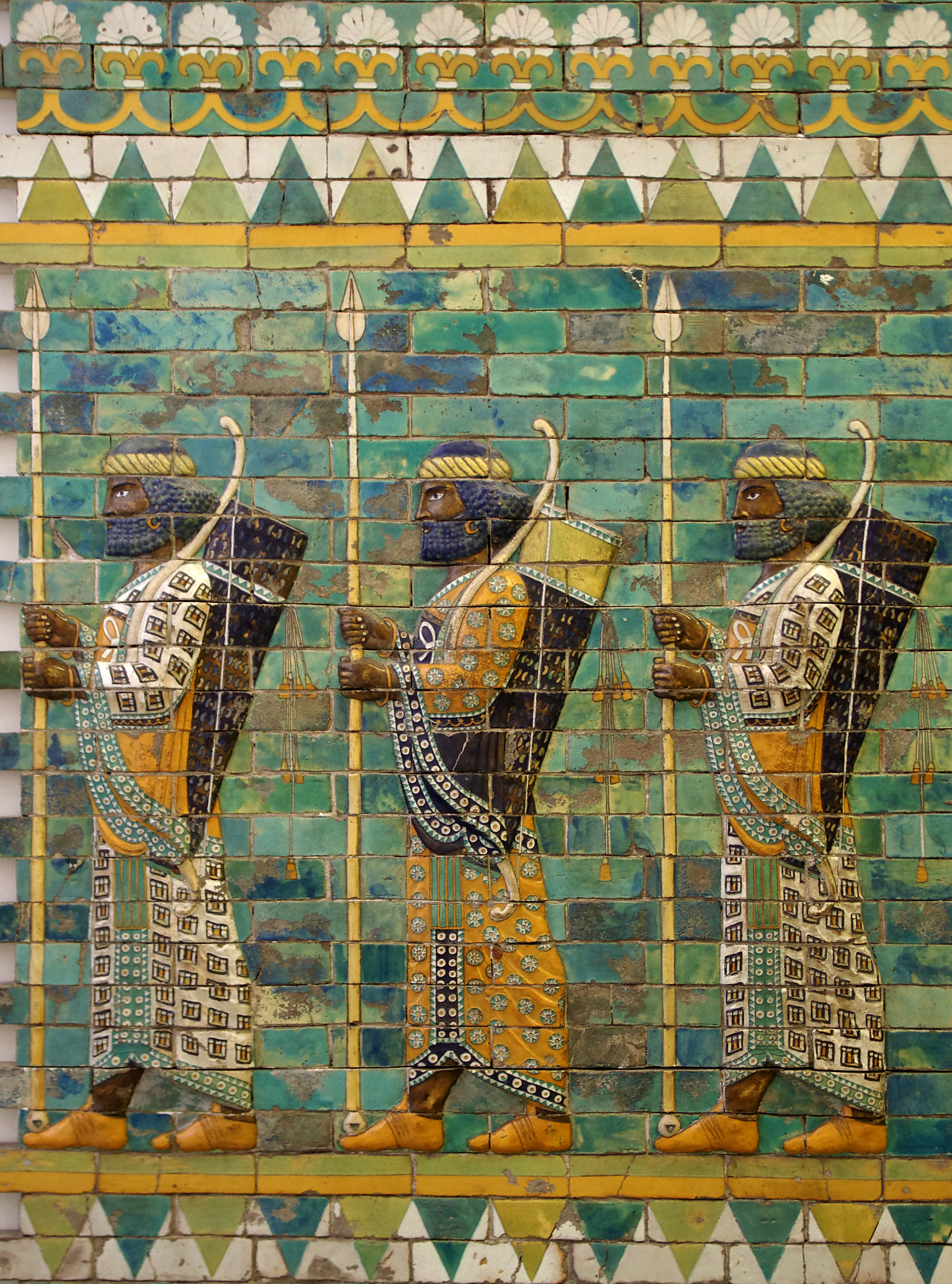
Guerreros persas, Museo de Pérgamo en Berlín

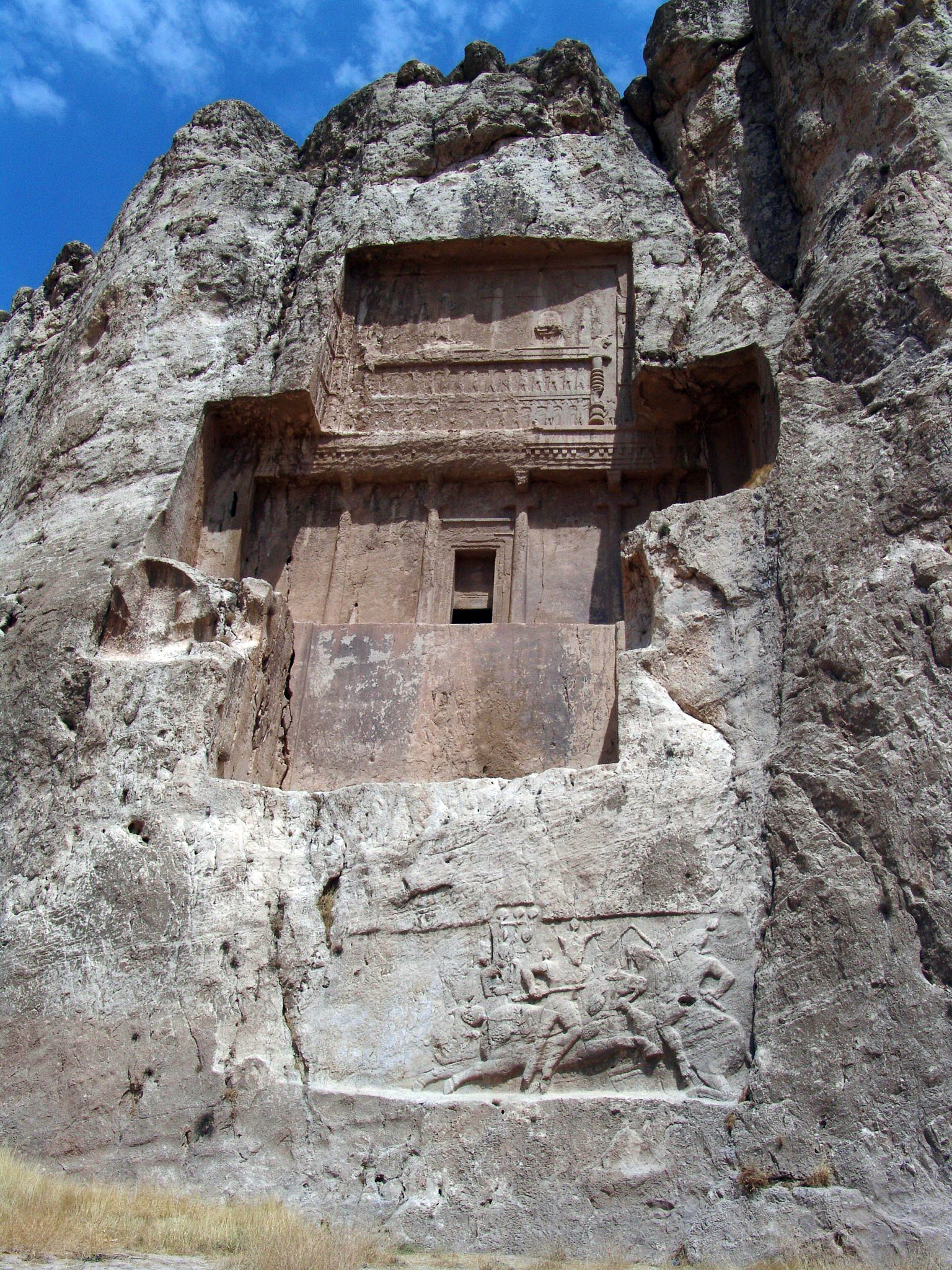
Tumba aqueménida en Naqsh-e Rostam.

El arte persa es el desarrollado en la zona de influencia cultural persa desde la Prehistoria hasta el año 1925. Ha tenido destacados ejemplos en muchos medios, incluyendo la arquitectura, pintura, tejido, cerámica, caligrafía, la metalurgia, la escultura y la mampostería....-
Desde Armenia y Kurdistán hasta el Indo. Desde el Imperio aqueménida durante la mayor parte del tiempo, un Estado amplio, de habla iraní, ha gobernado zonas similares a los límites actuales de Irán y a menudo regiones mucho más amplias, lo que a veces se llama el Gran Irán, donde un proceso de persianización cultural dejó resultados que perduraron más allá del dominio político persa. Se corresponde con los actuales territorios de Irán, Afganistán, Tayikistán, Azerbaiyán, Uzbekistán, Baluchistán, las áreas tribales del Pakistán y las regiones colindantes.
Este artículo abarca el arte de Persia hasta el año 1925, cuando tuvo lugar el fin de la dinastía kayar; para arte posterior, véase arte contemporáneo y moderno de Irán, y para la artesanía tradicional véase arte de Irán. La arquitectura iraní es cubierta por ese artículo.
La cultura persa asimiló las aportaciones de las culturas antiguas, seleccionándolas y transformándolas conforme a una estética occidental. Hay dos épocas fundamentales, la preislámica y la posterior. Los monumentos persas de época antigua destacan por concentrarse en la figura humana (en su mayor parte masculina, y a menudo de la realeza) y animales. Tras la islamización, siguió poniendo gran énfasis en las figuras, más que el arte islámico de otras zonas, aunque por razones religiosas generalmente evitan grandes ejemplos, especialmente en escultura.

## Prehistoria
Las cuevas de la provincia iraní de Lorestan exhiben escenas de caza y animales algunas de las cuales como las de las provincias de Fars y Sialk tienen al menos 5.000 años de antigüedad.

### Cerámica antigua del arte persa

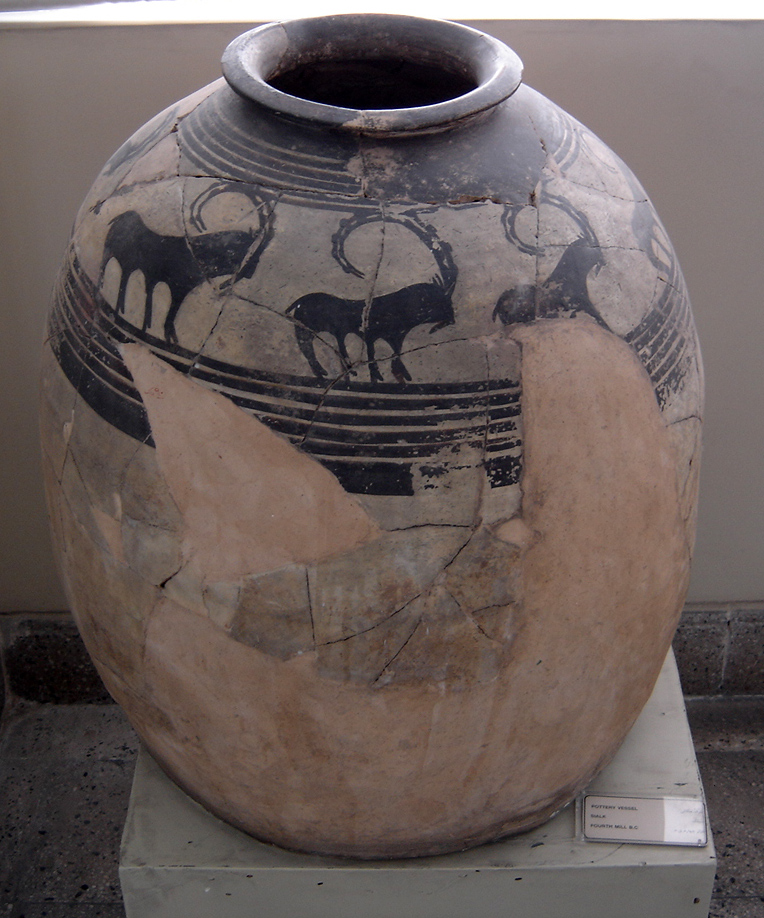
Vasija de cerámica datada en el cuarto milenio a. C. de la colección Sialk del Museo Nacional de Irán en Teherán.

El prominente arqueólogo Roman Ghirshman opina que "el sabor y talento de los iraníes puede observarse a través de los diseños de sus cerámicas".
Las primeras muestras artísticas se remontan al quinto milenio a. C. Se han encontrado abundantes objetos de cerámica, de uso funerario o ritual: vasijas con decoración animal o geométrica (Teherán) y divinidades femeninas muy estilizadas (especialmente en el segundo milenio). De los miles de emplazamientos arqueológicos y ruinas históricas de Irán, en la mayoría puede observarse que han sido rellenadas, en algún momento con barro de muy alta calidad. Miles de vasijas únicas se encontraron en los emplazamientos de Sialk y Jiroft. La profesión de alfarero ("kuzeh gar") tiene un lugar especial en la literatura persa.
En la región de Susa se desarrollaron ciudades-estado de tipo mesopotámico. Hay evidencia de una civilización de cerámica pintada alrededor de Susa h.  5000 a. C.  Susa estaba firmemente dentro de la esfera cultural sumeria de Uruk durante el período Uruk. Se encuentra en Susa una imitación de todo el aparato estatal de Uruk, protoescritura, sellos cilíndricos con motivos sumerios, y arquitectura monumental. Puede haber sido una colonia de Uruk. Como tal, la periodización de Susa se corresponde con Uruk; períodos Temprano, Medio y Tardío de Susa II (3800–3100 a. C.) se corresponden con los períodos Temprano. Medio y Tardío de Uruk.
Poco después de que se habitara Susa por vez primera, hace unos 6000 años, sus habitantes erigieron un templo sobre una monumental plataforma que se alzaba sobre el llano paisaje circundante. Se colocaron vasijas de cerámica como ofrendas en mil tumbas o más cerca de la base de la plataforma del templo. La mayor parte de ellas se encuentran hoy en el Louvre. Estos recipientes ofrecen claves sobre la organización de la sociedad que las encargó. Vasijas de cerámica pintada de Susa en el estilo más temprano son una versión local tardía de la tradición de cerámica del Obeid mesopotámico que se extendió por Oriente Próximo durante el quinto milenio a. C.
El estilo Susa I fue en gran medida un producto del pasado y de influencias de industrias cerámicas contemporáneas en las montañas de Irán occidental. En su mayor parte, las vasijas pintadas de la necrópolis son de tres tipos: un cáliz para beber, un plato de servir, y una pequeña jarra; esto implica el consumo de tres tipos de comida y que, aparentemente, se creía que eran tan necesarios en el más allá como había sido en vida del difunto. Pero también había otras formas: ollas y boles con simples bandas pintadas sobre ellas; probablemente, fueron regalos funerarios de ciudadanos más humildes, adolescentes y, quizás, niños. La cerámica está cuidadosamente elaborada a mano. Aunque pudo haberse empleado una rueda lenta, la asimetría de las vasijas y la irregularidad de los dibujos de líneas que lo rodean y las bandas indican que la mayor parte del trabajo se hacía a mano alzada.

### Elam
El más antiguo pueblo de Irán es el de los elamitas, que se habían establecido en los montes Zagros. Su arte, del sur y el oeste del moderno Irán, compartió muchas características con el vecino arte de Mesopotamia, aunque a menudo fue menos sofisticado. Se encuentran sellos cilíndricos, pequeñas figuras de orantes, dioses y animales, relieves superficiales, y algunas grandes estatuas de gobernantes. Hay un pequeño número de vasijas de fino oro con figuras en relieve.

### Bronces del Luristán

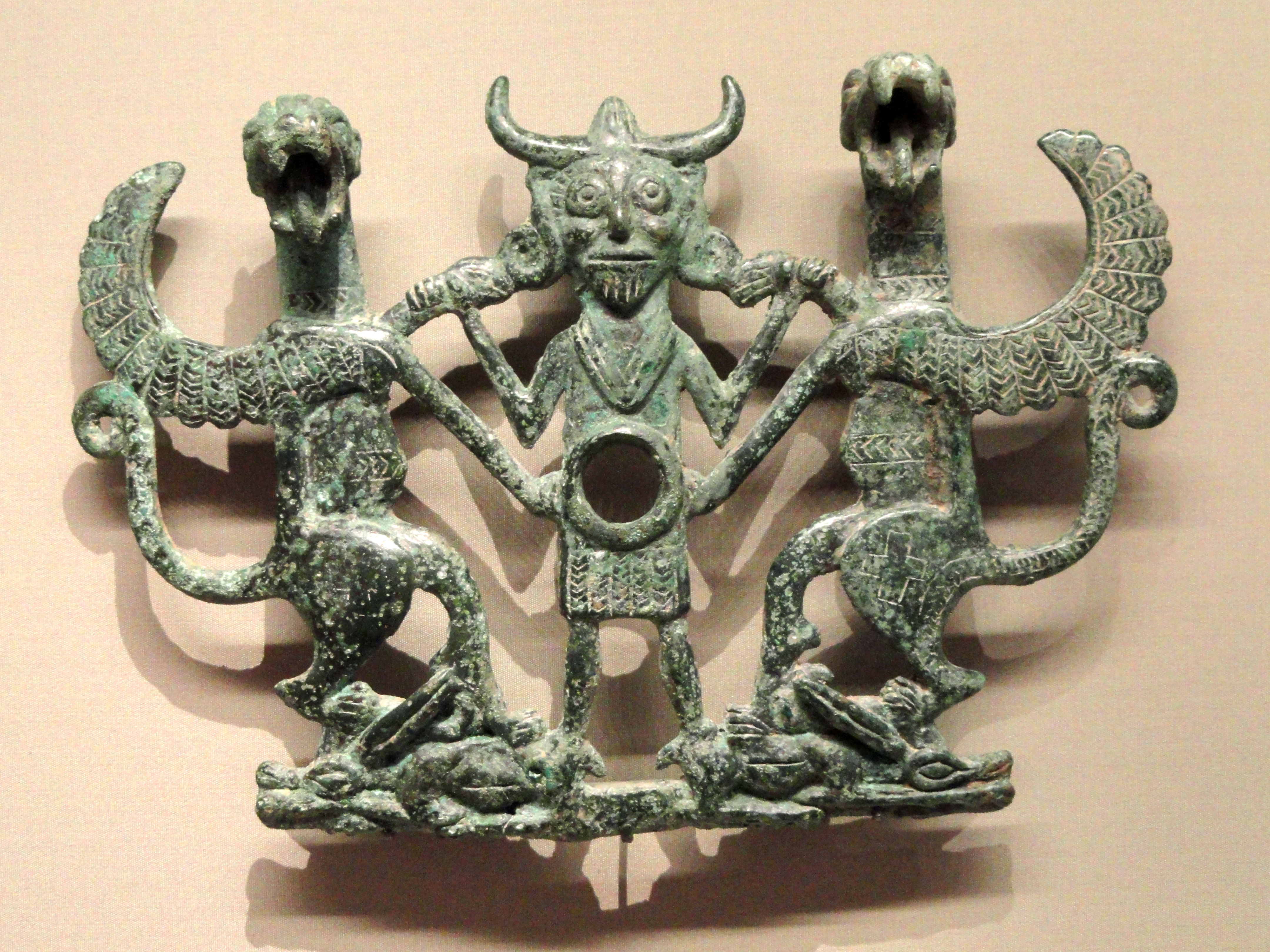
Carrillera con motivo "el domador de animales", alrededor de 700 a. C.

En las tumbas megalíticas de la región del Luristán (actual provincia de Lorestán) y en Kermanshah (centro y oeste de Irán), se han hallado pequeños objetos fundidos en bronce, de gran calidad, con decoración zoomórfica, antropomórfica o fantástica. Incluyen un gran número de ornamentos, herramientas, armas, arreos de caballo y un número menor de recipientes incluyendo sítulas. Se encuentran en excavaciones documentadas se encuentran generalmente en enterramientos. La etnicidad de la gente que los creó no está clara, aunque bien pudieron ser persas, posiblemente relacionados con los modernos luros que han dado su nombre a la región. Probablemente datan de entre el año 1000 y el 650 a. C.
Los bronces tienden a ser planos y usar adornos calados, como la metalurgia relacionada con ella del arte escita. Representan el arte de un pueblo nómada o trashumante, para quienes todas las posesiones han de ser ligeras y portátiles, y necesariamente objetos como armas, estandartes (que quizá remataban las varas de las tiendas), arreos de caballos, copas, con una superficie pequeña pero toda ella muy decorada. Son comunes las representaciones de animales, especialmente cabras como la autóctona bezoar u ovejas con grandes cuernos, y las formas y los estilos son distintivos e imaginativos. Es frecuente el motivo del "domador de animales", que muestra a un humano colocado entre y agarrando a dos animales enfrentados pero está, de forma muy típica, altamente estilizado. También pueden encontrarse algunas "domadoras de animales" femeninas.
El tesoro de Ziwiye es una colección de objetos, en su mayor parte en metal, que probablemente muestran el arte de las ciudades persas de la época. No todos fueron hallados juntos, pero sí que datan de alrededor de la misma fecha, en torno al año 700 a. C. Se ha encontrado delicada metalurgia de la Edad de Hierro II en Hasanlu y aún más temprana en Marlik.

## Antigüedad
En Irán se encuentra un bajorrelieve asirio en Shikaft-e Gulgul (provincia de Ilam).

### Aqueménidas

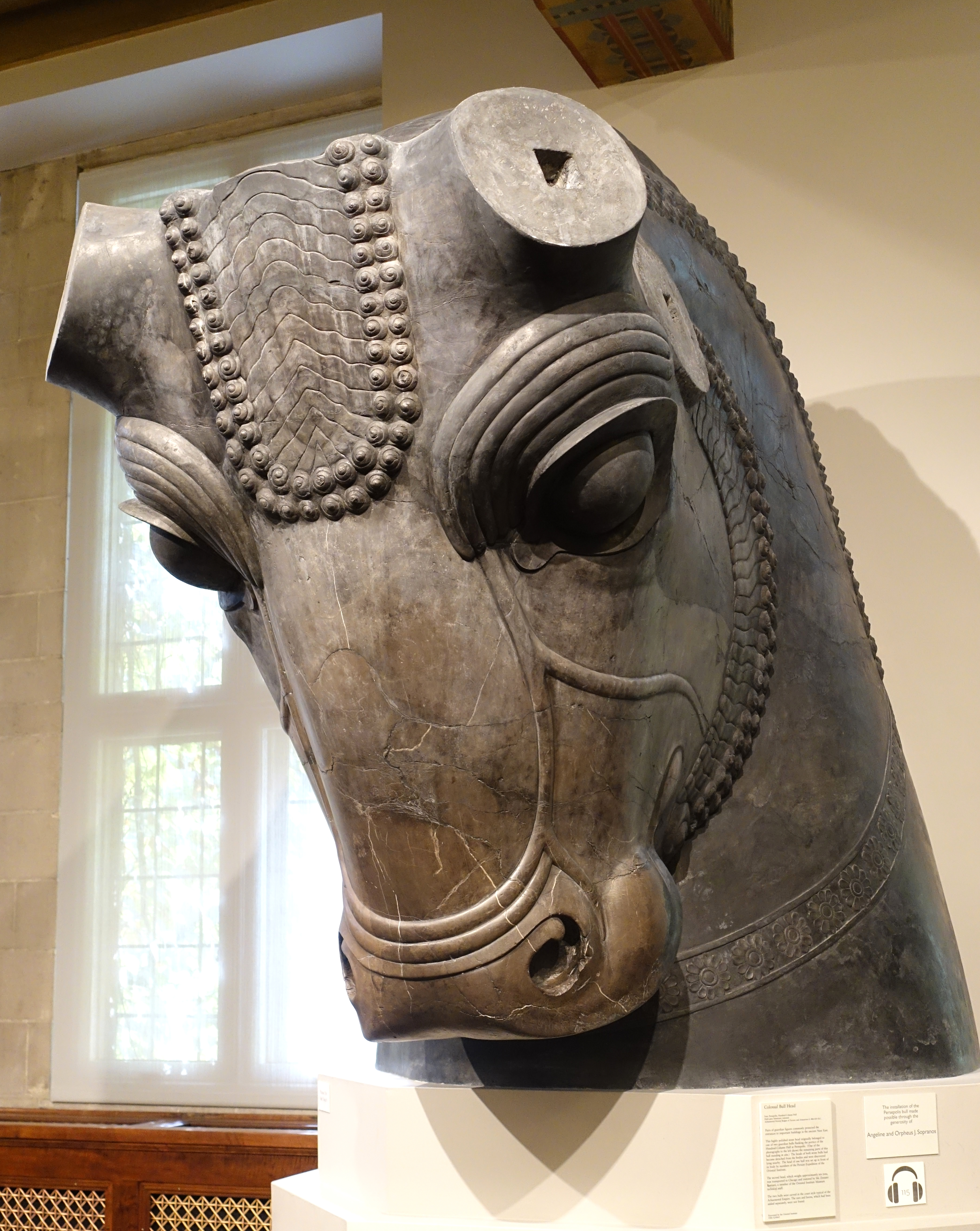
Capitel con cabeza de toro colosal, Persépolis

Hacia el siglo VII a. C., los medos sometieron a los persas y fundaron el primer imperio iranio. Es aquí cuando se produjo el breve predominio de los medos.
Ciro II, llamado "el Grande", de la familia de los aqueménidas, unificó a las tribus persas y las alzó contra el rey de los medos. Al reunir ambos pueblos bajo su cetro, marcó el punto de partida del imperio aqueménida. Con Darío I el imperio persa alcanzó su mayor extensión territorial, llegando a dominar todo el Oriente Medio. La dinastía aqueménida llegó a su final cuando Darío III murió asesinado (330) y Persia pasó a depender del imperio seléucida.
Con los aqueménidas se inicia uno de los períodos más importantes del arte del Irán. El arte persa deriva del mesopotámico, pero sus monumentos, construidos con piedra, han resistido mejor la acción del tiempo. Como materiales, emplearon ladrillos, madera y piedra; y como formas constructivas, el arco y la bóveda. Asimilaron elementos artísticos de otras civilizaciones, como salas hipóstilas de tipo egipcio y columnas de inspiración jónica.
La labor arquitectónica de los aqueménidas se centró en los palacios y en las tumbas, dado que la práctica de su religión no exigía la construcción de templos.
Se conservan restos de palacios en Pasargada, Persépolis y Susa. Servían de marco a la grandeza y el poder del monarca. Siguen el modelo mesopotámico: se construían en elevaciones del terreno, sobre grandes plataformas. Después de recorrer las rampas o escaleras, se accedía a los mismos por una puerta monumental que, como los pilonos egipcios, estaban rematadas por una gola invertida (gola egipcia). A los lados, la flanqueaban toros alados, con alas rizadas, insirados en los modelos asirios pero, a diferencia de ellos, tenían cuatro patas y no cinco. Así se puede ver la puerta de Jerjes en el palacio de Persépolis.
Destacan las salas de audiencias, llamadas apadanas, con cabida para diez mil personas, que así tenían oportunidad de manifestar su homenaje al rey. Tenían techumbre plana de madera, sostenida por numerosas hileras de columnas. Estas columnas, altas y esbeltas, fueron en origen de madera. Altas y esbeltas, eran en origen de madera. Las que nos quedan, de piedra, están rematadas por un capitel formado por doble fila de volutas, de origen eolio, y un elemento muy característico: dos troncos de toro arrodillados y enfrentados; también hay columnas con capiteles de leones. Una novedad respecto a las construcciones egipcias y mesopotámicas es que las dependencias tienen ventanas.
Los lienzos de los muros, escaleras y rampas de estos edificios se adornaban con bajorrelieves de piedra o ladrillos esmaltados, como los frisos de arqueros o los inmortales, que se pueden ver en los palacios de Susa o Persépolis. El relieve persa se caracteriza por un movimiento pausado, la imagen se repite como si estuviera realizada por sellos cilíndricos y, además, anatómicamente resultan arcaicos. Gran parte de estos relieves se conservan, hoy en día, en el museo del Louvre de París.
Otras escenas características de los relieves son leones atacando a un toro, combates entre guerreros o los pueblos sometidos, vasallos portando presentes ante el rey. Estos relieves muestran influencia de los modelos mesopotámicos.
La arquitectura funeraria aqueménida es de dos tipos. De gran originalidad resulta la tumba de Ciro en Pasargada, relacionada con el arte de Asia Menor y Grecia. Tiene forma de edículo, una casa de piedra, con acceso por una escalera, frontón y cubierta a dos aguas.
El segundo tipo de tumba adopta la forma egipcia del hipogeo: excavada en roca con una fachada monumental. Destacan los de Naqsh-e Rostam, la necrópolis de la dinastía aqueménida (500–330 a. C.), con cuatro grandes tumbas cortadas en un acantilado. En la parte superior, hay relieves que representan al rey investido por un dios, por encima de figuras más pequeñas que le ofrecen tributo, con soldados y oficiales. La entrada a cada tumba, elevada y rodeada por elementos arquitectónicos tallados en la pared, está en el centro de cada cruz y se abre a una pequeña cámara, donde yace el rey en un sarcófago.
La tercera tumba desde la derecha, identificada por una inscripción, es la de Darío I el Grande (h. 522–486 a. C.). Las otras se cree que son de Jerjes I (h. 486–465 a. C.), Artajerjes I (h. 465–424 a. C.), y Darío II (h. 423–404 a. C.) respectivamente.
Hay otras tres tumbas aqueménidas más, con relieves similares, en Persépolis, una de ellas inacabada.
Hay relieves en roca colocados en lo alto junto a una carretera o cerca de una fuente de agua. Es un medio habitual en el arte persa, en su mayor parte utilizados para glorificar al rey y proclamar el control persa sobre el territorio. Comienza con los relieves en roca en Lullubi y Elam, como los de Kul-e Farah y Eshkaft-e Salman en el suroeste de Irán, y sigue bajo los asirios. La inscripción de Behistún proclama el poder del imperio aqueménida, y, como ocurre con la piedra Rosetta, repite su texto en tres idiomas diferentes, aquí usando todos escritura cuneiforme: persa antiguo, elamita y babilonio (una forma tardía de acadio). Esto importa para la comprensión moderna de estos idiomas. Los demás relieves persas generalmente carecen de inscripciones.
Era habitual que los gobernantes persas presumieran de su poder y de sus logros, hasta que la conquista musulmana eliminó la imaginería de semejantes monumentos; mucho más tarde hubo un equeño renacimiento con los kayaríes.
Trabajaron la cerámica vidriada, de la que quedan restos ya mencionados como los de Susa. El arte aqueménida incluye también metalurgia, artesanía fina (construcción, carpintería, etc.) y jardinería. La mayor parte del arte cortesano que ha sobrevivido está formada por esculturas monumentales, sobre todo los relieves, los capiteles de columna persa y otras esculturas de Persépolis.
Es patente la influencia asiria en la escultura, pero los modelos mesopotámicos se interpretan con un sentido de la armonía que evoca el clasicismo griego. Aunque los persas tomaron artistas, con sus estilos y técnicas, de todos los rincones del imperio, produjeron no una simple combinación de estilos, sino una síntesis de un nuevo estilo persa único. Ciro el Grande, de hecho, tuvo una amplia herencia irania detrás de él; el rico trabajo en oro de los aqueménidas, con inscripciones, sugieren que podían haber sido una especialidad de los medos, y seguía la tradición de otros yacimientos precedentes.
El ritón, o recipiente para beber con forma de cuerno y usualmente terminados en forma de animal, es el tipo más común de grandes obras de metal que han sobrevivido. Hay una serie de buenas joyas en metales preciosos, también en su mayor parte representando animales, y el tesoro del Oxus tiene una amplia selección de tipos. A la ropa de las élites se cosían piezas pequeñas, típicamente de oro, y han sobrevivido varios torques de oro. Los squeménidas deberieron destacar en las labores textiles, según se deduce de los abundantes testimonios literarios y del ejemplo de las indumentarias que se ven en los relieves de cerámica esmaltada.

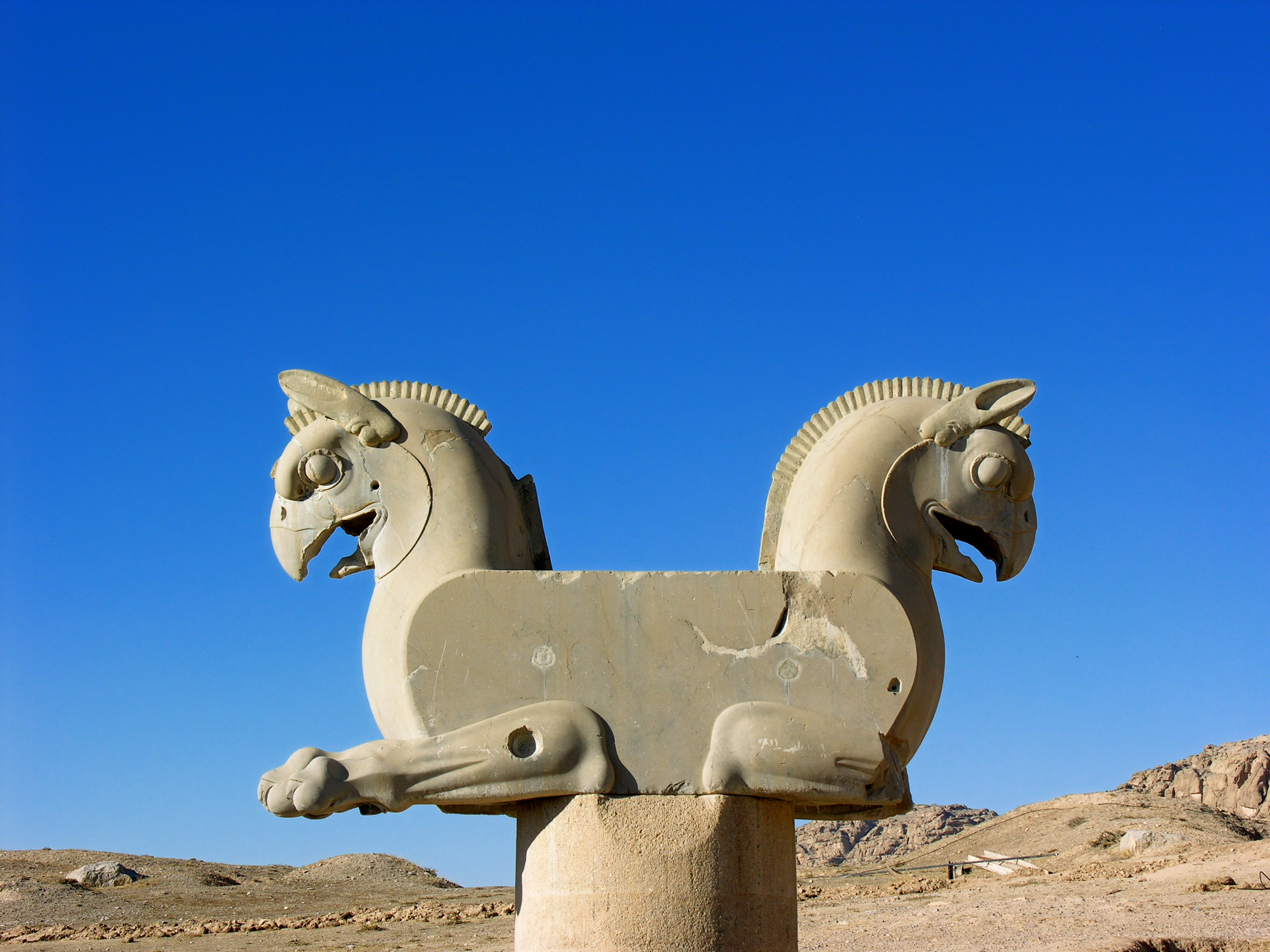
Capitel con un grifo aqueménida en Persépolis
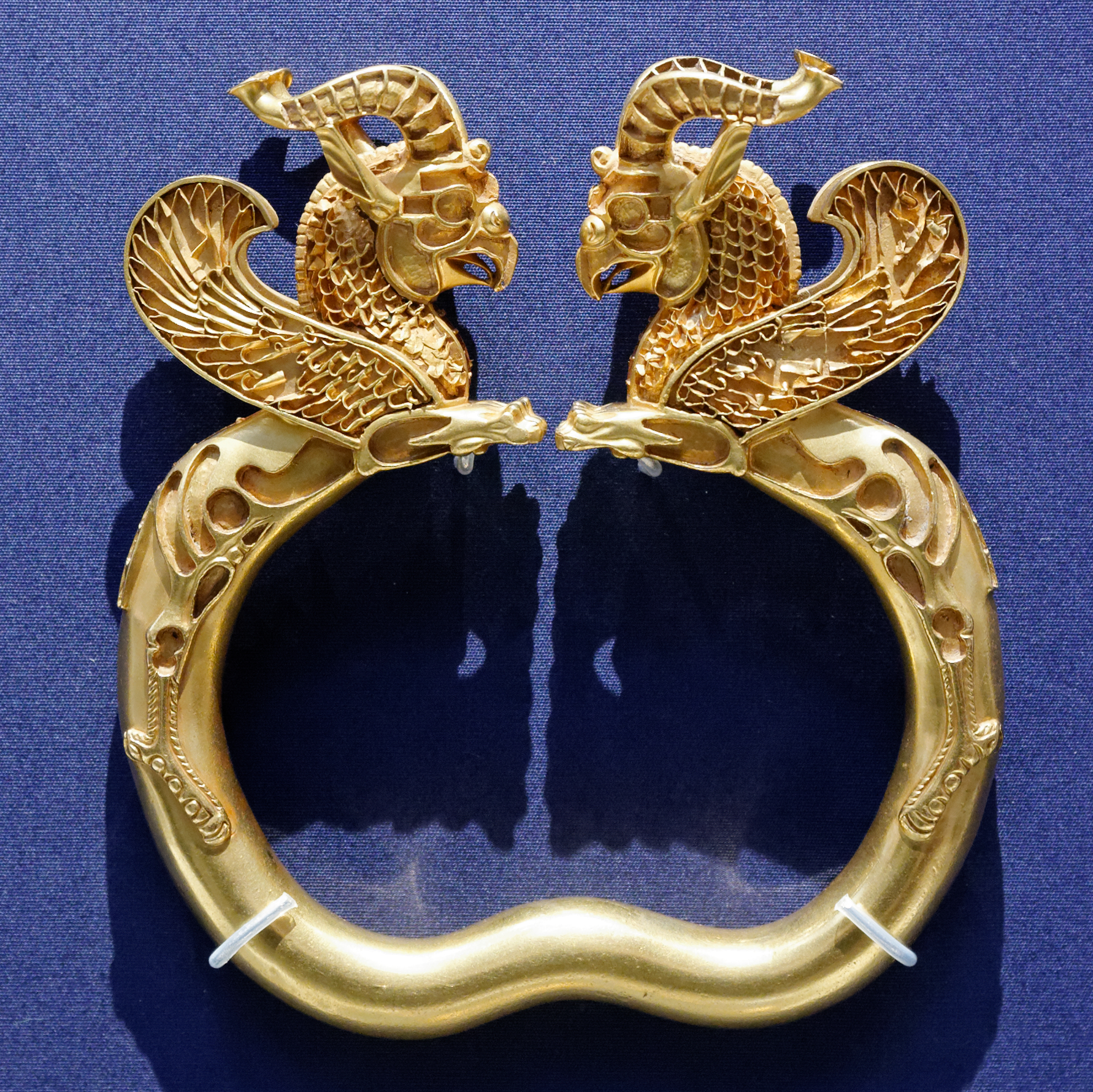
Una pareja de brazaletes del tesoro del Oxus, que ha perdido sus capas de piedras preciosas o esmalte
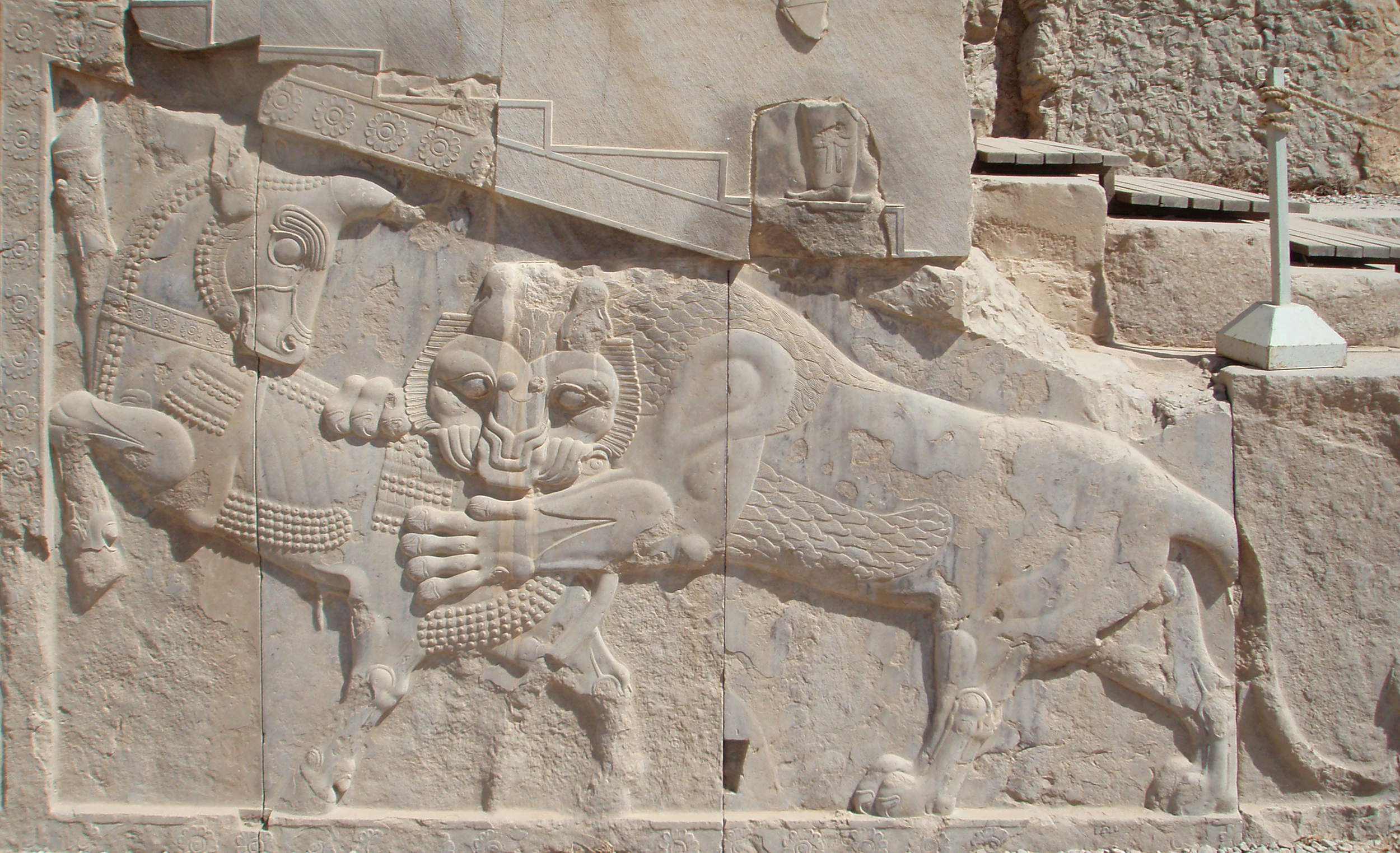
Bajorrelieve en Persépolis -un símbolo en el zoroastrismo para Nowruz— toro que lucha eternamente (personificando a la Luna), y un león (personificando al Sol) que representa la primavera

### Partos

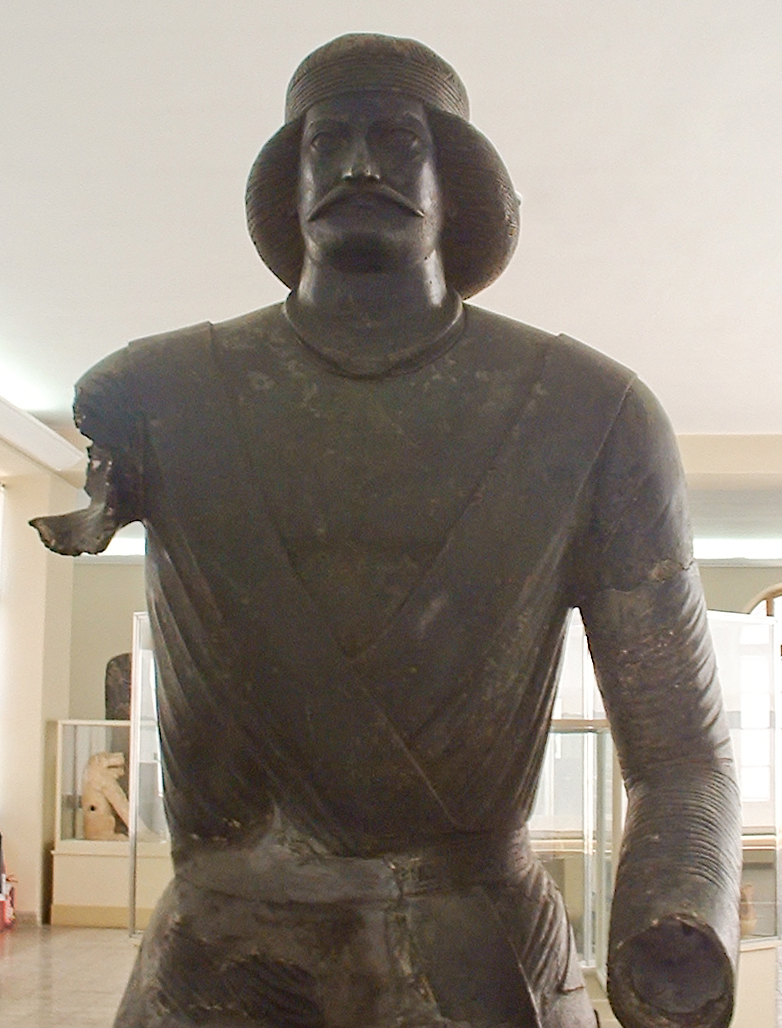
Estatua de bronce de un noble parto procedente del santuario de Shami en Elymaida

A la muerte de Alejandro Magno, los territorios por él conquistados se repartieron entre sus generales. Los seléucidas heredaron una parte importante de lo que había sido el imperio persa. Es una etapa de gran influjo cultural griego. A mediados del siglo III a. C. los partos, una tribu escita del Asia central, formaron una monarquía que sustituyó a los seleúcidas a orillas del mar Caspio. Su imperio se desarrolló entre el año 247 a. C. y el 224 d. C.
Los yacimiento partos a menudo se pasan por alto en las excavaciones, y las capas partas son difíciles de distinguir de aquellas que la rodean. La situación de la investigación y el estado del conocimiento sobre el arte parto es aún muy fragmentario; la datación es difícil y los restos más importantes proceden de las zonas fronterizas del imperio, como en Hatra en el moderno Irak, que ha producido la mayor cantidad de escultura parta excavada hasta la fecha. Incluso después del período de la dinastía parta, continuó el arte de este estilo durante algún tiempo en las regiones vecinas.
En la arquitectura se usaba el ladrillo, el arco y los sistemas abovedados, como se ve en el palacio de Hatra. Fueron muy populares los modelos en escayola, casi todos perdidos en la actualidad. Una vez que la técnica se desarrolló, cubrieron grandes superficies y quizá compartieron elementos de su diseño con alfombras y otros tejidos, también ahora perdidos casi en su totalidad.
El arte de los partos fue una mezcla de estilos iranio y helenístico. Incluso en representaciones narrativas, las figuras miran frontalmente hacia el espectador, más que entre sí, un rasgo que anticipa el arte de la Antigüedad tardía, la Europa medieval y Bizancio. Se prestaba gran atención a los detalles en la ropa, que en figuras de tamaño completo se muestra decorado con diseños elaborados, probablemente bordados, incluyendo grandes figuras.
Los relieves en roca de la época de los partos, como ocurrió con los seléucidas, son en general más pequeños y crudos que los de la época aqueménida o los posteriores sasánidas. No todos fueron encargos reales directos. En Behistun un relieve anterior incluyendo a un león fue adaptado para un Hércules recostado en un estilo totalmente helenístico; se reclina sobre la piel de un león. Esto se descubrió solo después de escombros hace relativamente poco; una inscripción lo data del año 148 a. C.
Las excavaciones en Dura-Europos durante el siglo XX han proporcionado nuevos descubrimientos. El arqueólogo clásico y director de las excavaciones, Michael Rostovtzeff, se dio cuenta de que el arte de los primeros siglos de nuestra era en Palmira y Dura Europos, pero también en Irán, hasta la India budista, siguieron los mismos principios. Llamó a este estilo artístico arte parto.
El rasgo más característico de este arte "parto" es la frontalidad que no es un rasgo específico de Irán o Partia, y que apareció por vez primera en el arte de Palmira. Hay dudas sobre si este arte puede realmente ser calificado de "parto" o si debe relacionarse con alguna región en particular; no hay evidencia de que este arte se creara fuera de la región del Éufrates medio y luego llevado a Palmira por ejemplo. Es mejor pensar en este arte como un desarrollo local común a la región del Éufrates medio. De los relieves en roca de la época de los partos ya se ha hablado con anterioridad.
Los ritones siguieron el estilo aqueménida, pero en los mejores ejemplares los animales en la parte terminal (o prótomo) son más naturalistas, posiblemente por influencia griega.

### Sasánidas
El fin del imperio parto fue obra de los sasánidas, dinastía aparecida en el siglo III, que pretendía ser continuadora de la de los aqueménidas. El imperio sasánida se extendió hasta conquista musulmana de Persia. Abarcó territorios más allá de las fronteras actuales de Irán, llegando a veces hasta Levante, incluyendo Irak, Anatolia o partes de Egipto. Es el segundo gran período del arte persa, después del aqueménida; destaca por la influencia que ejerció en el arte romano, bizantino y árabe.
En el arte, como en muchos otros aspectos, a los sasánidas les influyeron las tradiciones aqueménidas; pero también hubo otras influencias que llegaban de lugares tan lejanos como China o el Mediterráneo. De ellos nos ha llegado, sobre todo, arquitectura, relieves y metalurgia.
Las construcciones sasánidas están representadas por los palacios de Firuzabad, Sarvistán y Ctesifonte. Continuaron con la tradición de los partos de decorar los edificios con estuco modelado, incluyendo también grandes escenas figurativas. Como ocurrió en las construcciones partas, se usó el ladrillo, el arco y los sistemas abovedados. La bóveda de ladrillo y la fachada con arquerías influirían posteriormente en el arte árabe y en el cristiano. Se caracteriza singularmente por las cúpulas sobre trompas. En estos palacios ya aparece el iwán, como pórtico con un gran arco abierto a un patio que pasará al arte islámico.

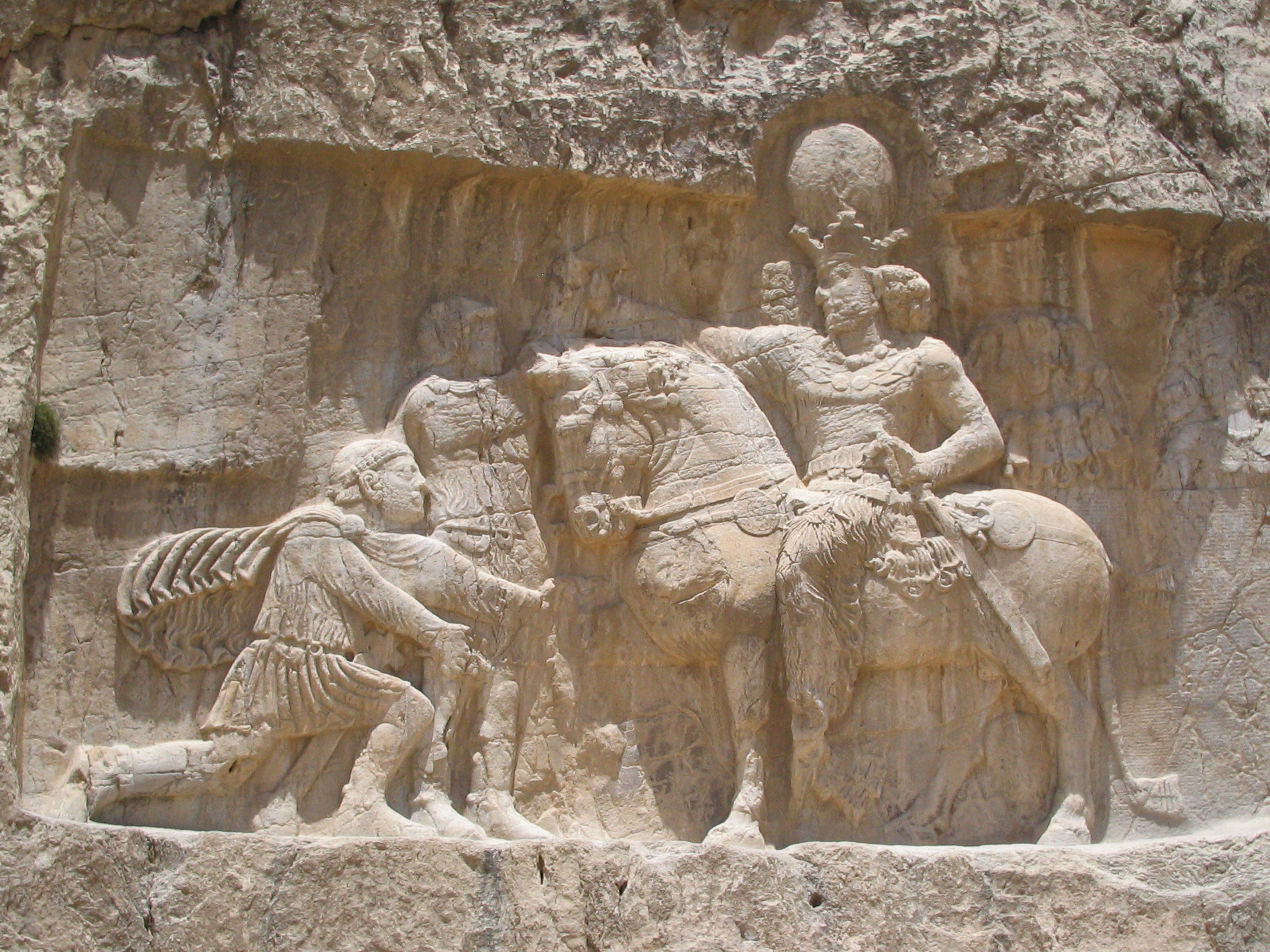
El triunfo de Sapor I sobre el emperador romano Valeriano, y Felipe el Árabe, Naqsh-e Rustam.

Los relieves en roca seguramente fueron muchos menos, en número, que los interiores en escayola de los que solo han sobrevivido fragmentos. Pero estos son la forma de escultura, labrada en las rocas, que ha perdurado. Son relieves sumamente expresivos por su movimiento. A veces se trata de escenas relativas a la investidura real.
Por debajo de las tumbas aqueménidas de Naqsh-e Rostam, casi a ras de suelo, hay relieves realizados en época sasánida. Ahí aparecen grandes figuras de reyes encontrándose con dioses o en combate. La más famosa es la del rey sasánida Sapor I a caballo, con el emperador Valeriano inclinándose ante él, y Felipe el Árabe (un emperador anterior que pagó tributo a Sapor) llevando al caballo de Sapor. Detrás queda el emperador Gordiano III, muerto en batalla (se han sugerido otras identificaciones). La ubicación de estos relieves sugiere claramente la intención sasánida de vincularse a las glorias del imperio aqueménida.
Otro yacimiento importante sasánida es Taq-i Bostan, con relieves que incluyen dos investiduras reales y una famosa figura de un catafracto o caballería pesada persa, de un tamaño el doble del natural, representando probablemente al rey Cosroes II montado sobre su caballo favorito, Shabdiz; la pareja reaparecerá en la literatura persa posterior. Más relieves sasánidas hay en Firuzabad y Bishapur, la primera de estas localidades incluye la más antigua, una enorme escena de batalla, ahora muy desgastada. En Barm-e Delak un rey ofrece una flor a su reina.

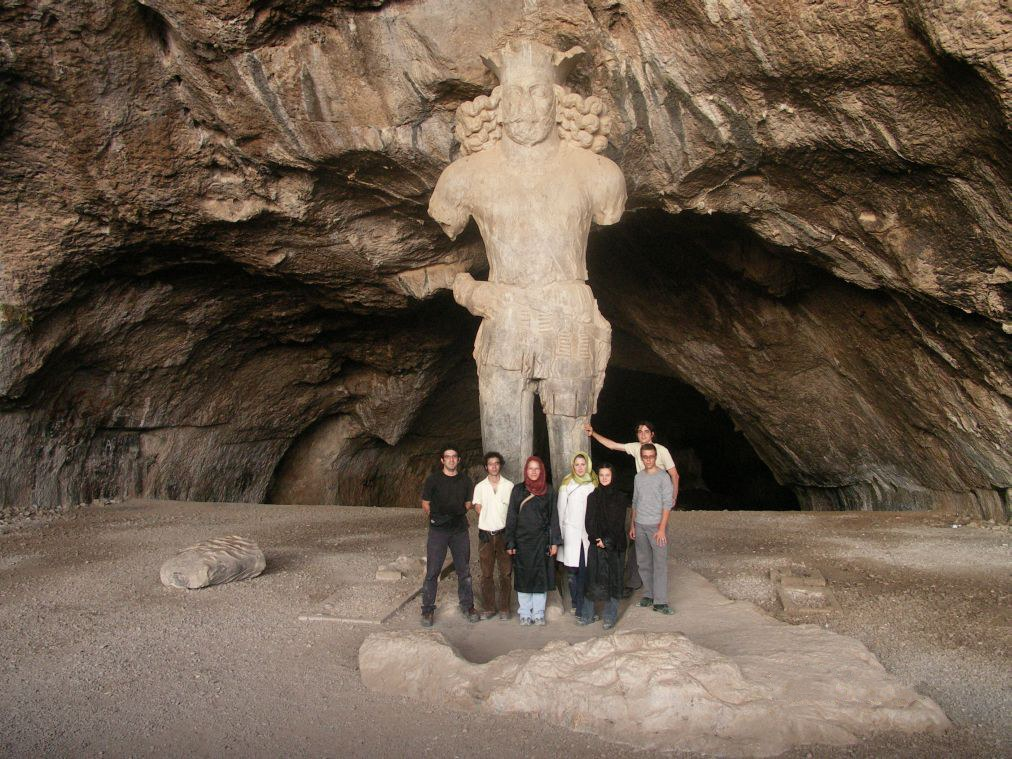
La estatua colosal de Sapor I, r. 240-272

Las esculturas exentas decayeron en popularidad en esta época en comparación con el precedente período parto, pero la estatua colosal de Sapor I (que reinó entre 240 y 272) es una excepción sobresaliente, tallada en una estalagmita que creció en el interior de una cueva; hay menciones literarias a otras estatuas colosales de reyes, hoy perdidas.
El arte sasánida que ha llegado a nuestros días representa escenas cortesanas y caballerescas, con considerable grandeza de estilo, reflejando la lujosa vida de la corte sasánida tam como la describieron los embajadores bizantinos. Las imágenes de los gobernantes dominan muchas de las obras supervivientes, aunque no llegan al tamaño colosal de la ya mencionada de Sapor I. Especial popularidad tuvieron escenas de caza y de batalla, además de bailarinas. Las representaciones están a menudo colocadas como un escudo de armas, que a su vez pudo haber tenido una fuerte influencia en la producción de arte en Europa y Asia Oriental. Las representaciones narrativas del arte sasánida a menudo presentan las figuras de perfil o en tres cuartos. Las vistas frontales que tan típicas fueron en la época parta, aparecieron con menos frecuencia.

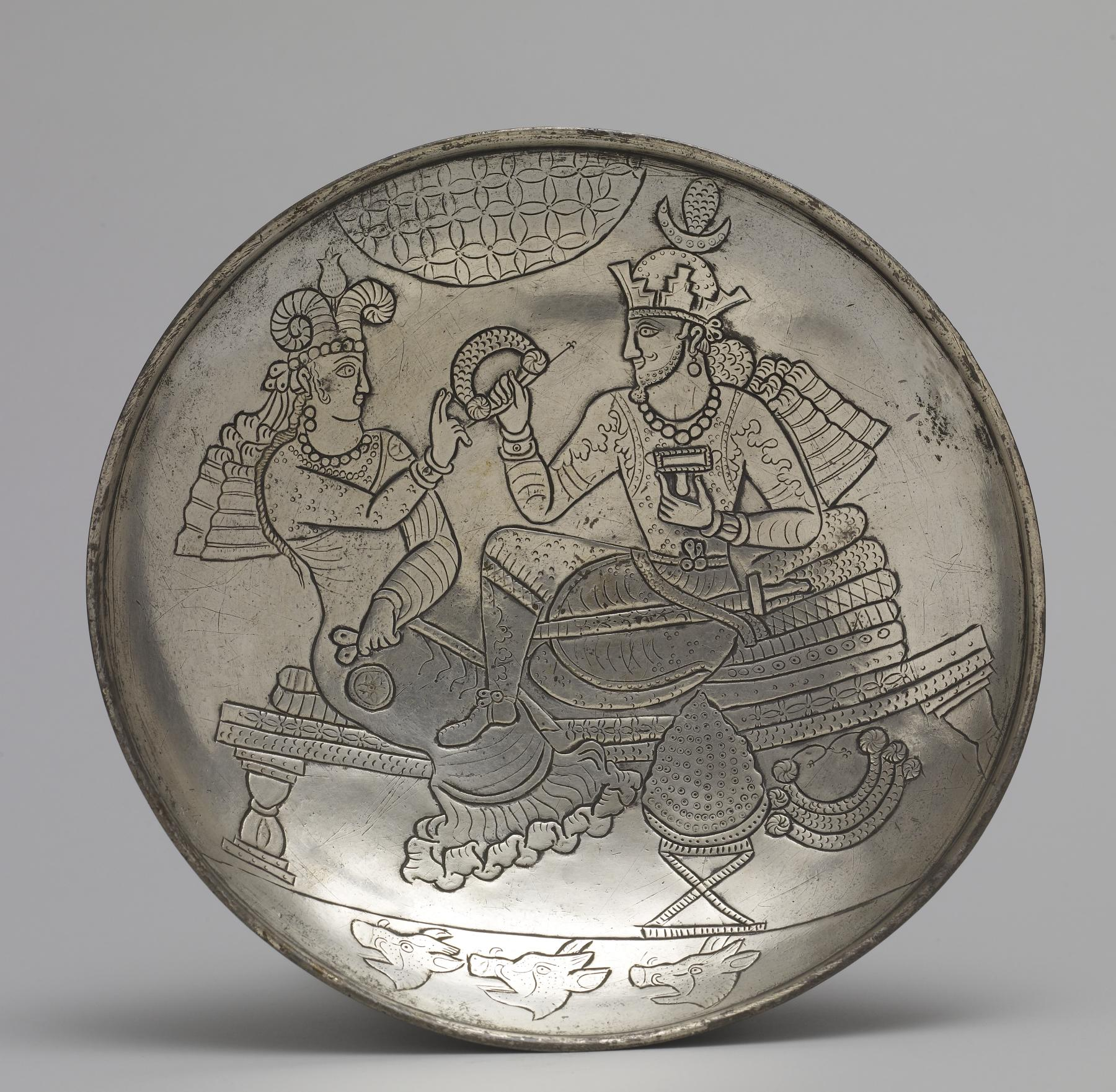
Plato de plata, siglo VI

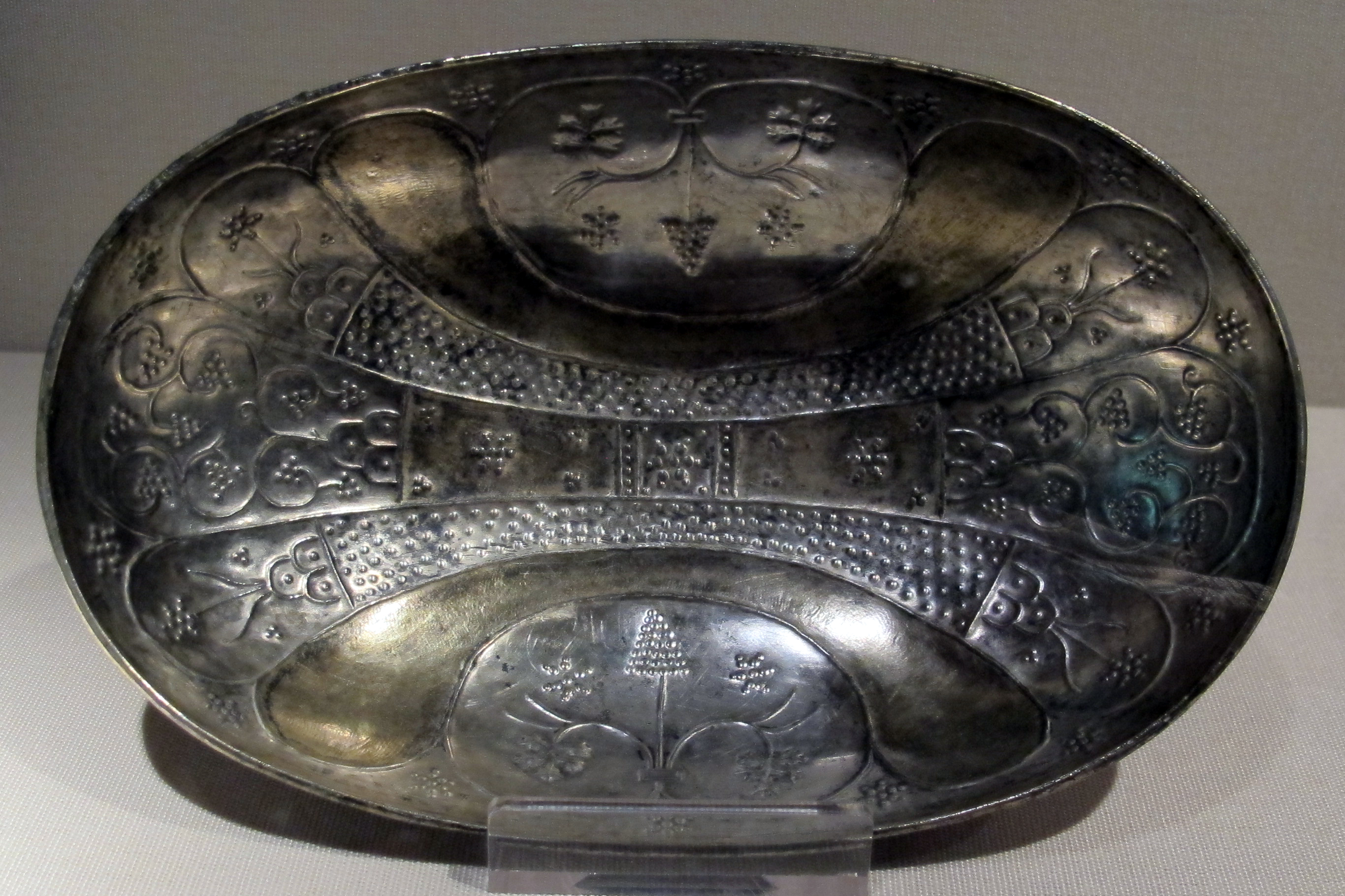
Decoración sasánida en la parte inferior de un recipiente de plata, siglo VII

Hay algunas pinturas que ejemplifican lo que debió ser una producción muy difundida. Uno de los pocos lugares donde han sobrevivido frescos es cantidad es Panjakent en el moderno Tayikistán, y en la antigua Sogdia, que estuvo a duras penas, si es que llegó a estarlo, bajo el control del poder sasánida cetnral. La antigua ciudad fue abandonada en las décadas posteriores a la conquista musulmanda de la ciudad en 722 y se ha excavado con amplitud en tiempos modernos. Han sobrevivido grandes superficies de muros pintados en el palacio y en casas particulares, que están actualmente, en su mayor parte, en el museo del Hermitage o en Taskent. Cubrían habitaciones enteras y estaban acompañadas por grandes cantidades de relieves en madera. Los temas son parecidos a otros ejemplos de arte sasánida, con reyes entronizados, fiestas, batallas y bellas mujeres, y hay ilustraciones tanto de épica india como persa, así como una compleja mezcla de deidades. Datan en su mayor parte de los siglos VII y VIII. En Bishapur se han conservado mosaicos en el suelo, en un estilo que en líneas generales puede considerarse grecorromano, y probablemente estos modelos estaban difundidos en otras moradas de la élite, realizados quizá por artesanos procedentes del mundo griego.
Son importantes por su belleza las joyas y fundamentalmente, las labores de plata como platos con escenas de cacería. Han sobrevivido varios recipientes de plata de la época sasánida, especialmente grandes platos y boles para servir comida. Tienen decoración grabada o labrada de alta calidad, con temas procedentes del repertorio cortesano de héroes o reyes a caballo, escenas de caza, combate y banquetes, a menudo, parcialmente dorados. Aguamaniles, presumiblemente para el vino, puede presentar bailarinas en relive. Fueron exportados a China, y también hacia el oeste.
El vidrio sasánida continuó y desarrolló la tecnología romana. En formas más simples parece haber estado disponible para un amplio grupo de población, y fue una popular exportación de lujo hacia Bizancio y China, apareciendo incluso en enterramientos de la élite japonesa. Técnicamente, es una producción de vidrio de cal-sosa-sílice caracterizada por vasijas de vidrio soplado gruesas relativamente sobrias en su decoración, evitando los colores simples en favor de la transparencia y con recipientes trabajaba en una pieza sin modificaciones sobre-elaboradas. Así la decoración usualmente consistía de motivos visuales y sólidos del molde (relieves), con caras acanaladas y cortadas profundamente, aunque se practicaron otras técnicas, como motivos aplicados y con cola. La cerámica sasánida no parece haber sido usada por las élites, y es en su mayor parte utilitaria.
Los sasánidas exportaron sus sedas bordadas a Occidente, a través de Bizancio y del mundo árabe, a donde llegaron sus modelos de motivos encerrados en círculo. Acusan, tanto en materiales como en técnicas y formas, la influencia china.
Las alfombras evidentemente podían alcanzar un alto nivel de sofisticación, como demuestra la alabanza que hicieron los conquistadores musulmanes a la perdida alfombra real de Baharestan. Pero los fragmentos que han sobrevivido que pueden haberse originado en la Persia sasánida son producciones más humildes, probablemente realizadas por tribus nómadas. Las telas sasánidas fueron famosas, y quedan fragmentos, en su mayor parte con diseños basados en animales en compartimentos, en un estilo que perduró mucho tiempo.

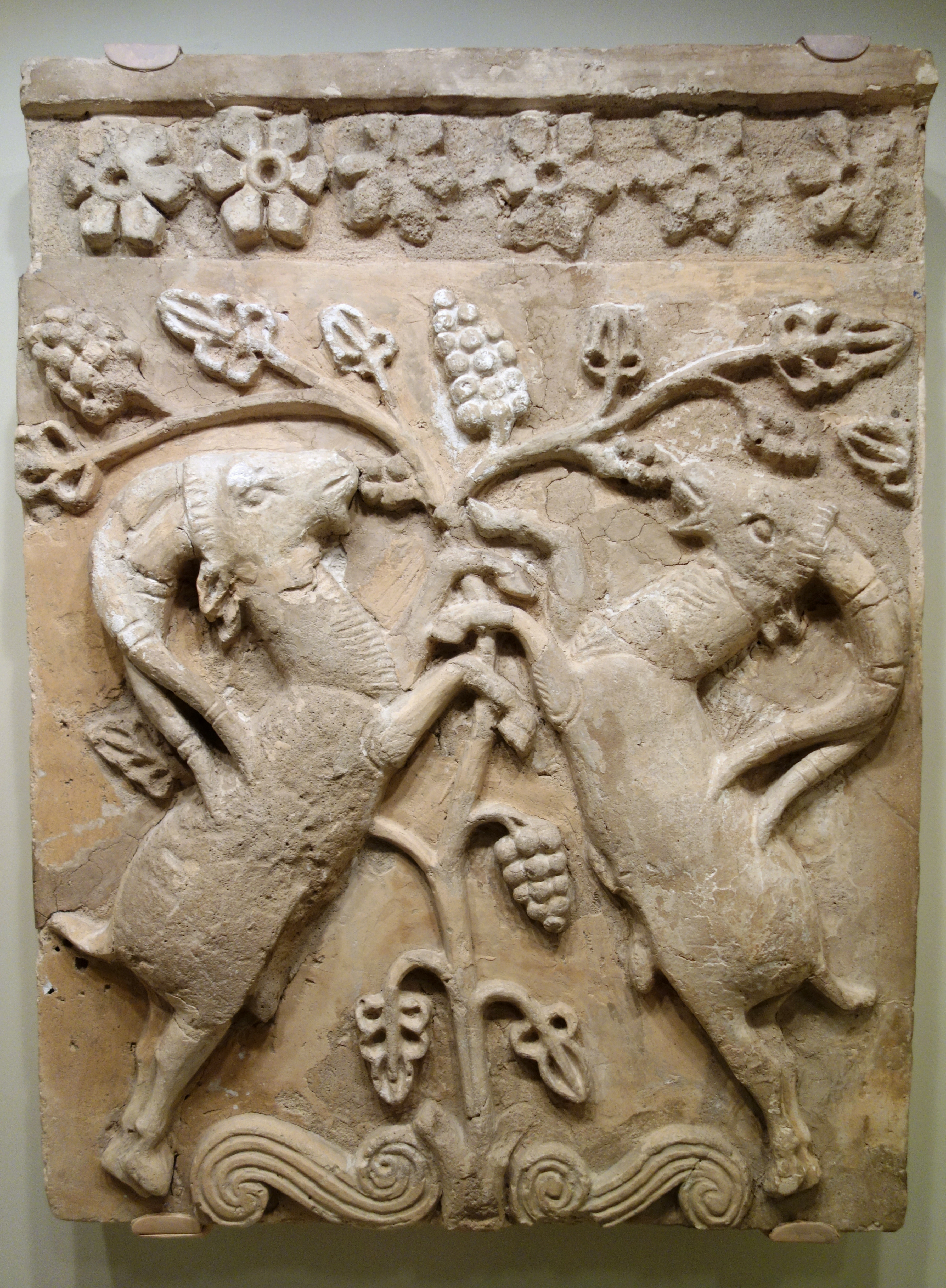
Relieve en estuco con íbices enfrentados, siglo V o VI, en un pasado pintado con policromía
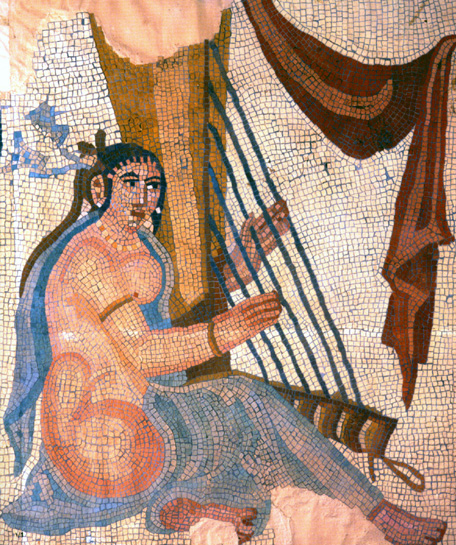
Mosaico de Bishapur
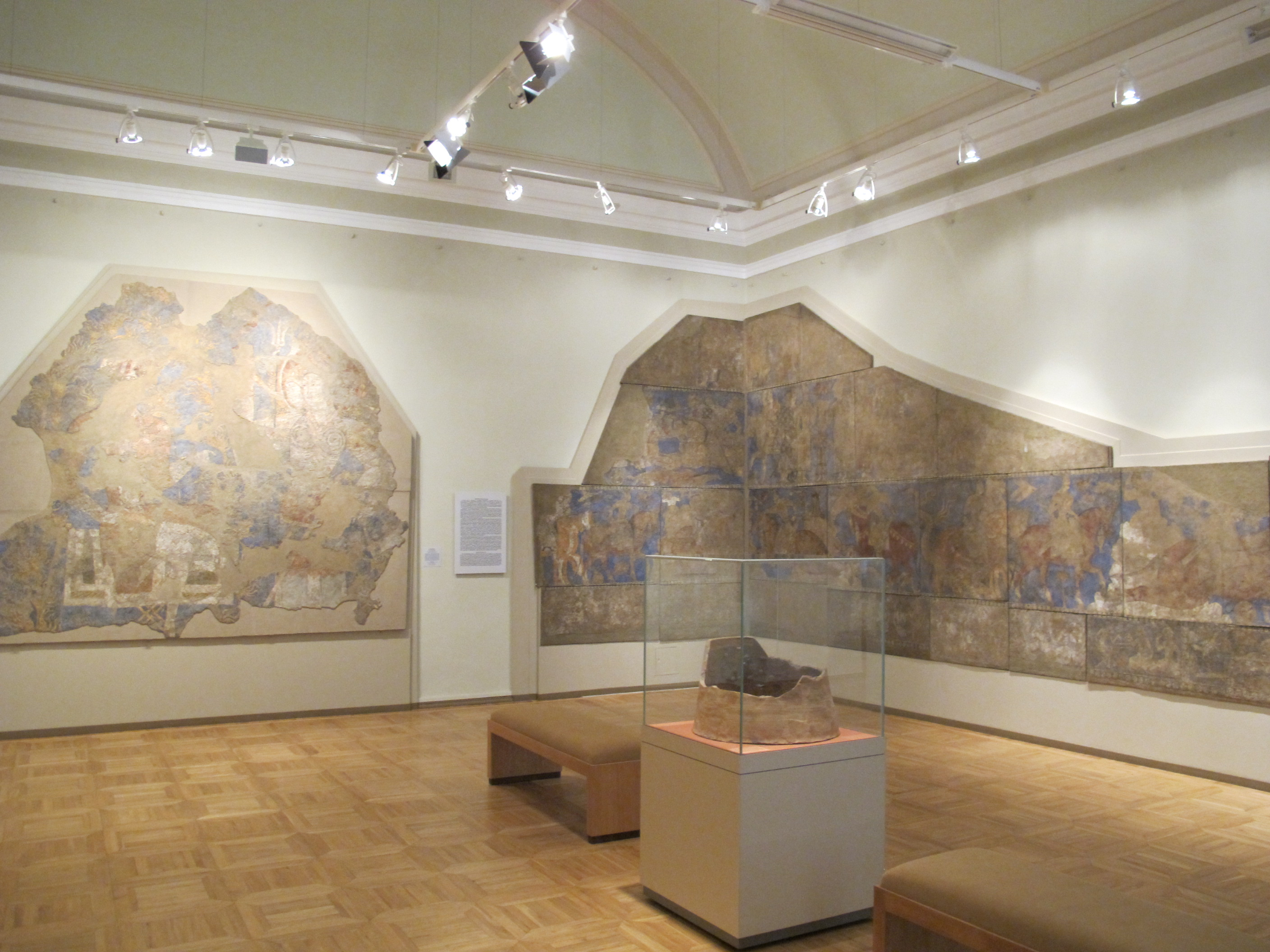
Secciones de murales de Panjakent, h. 740

## Periodo islámico temprano

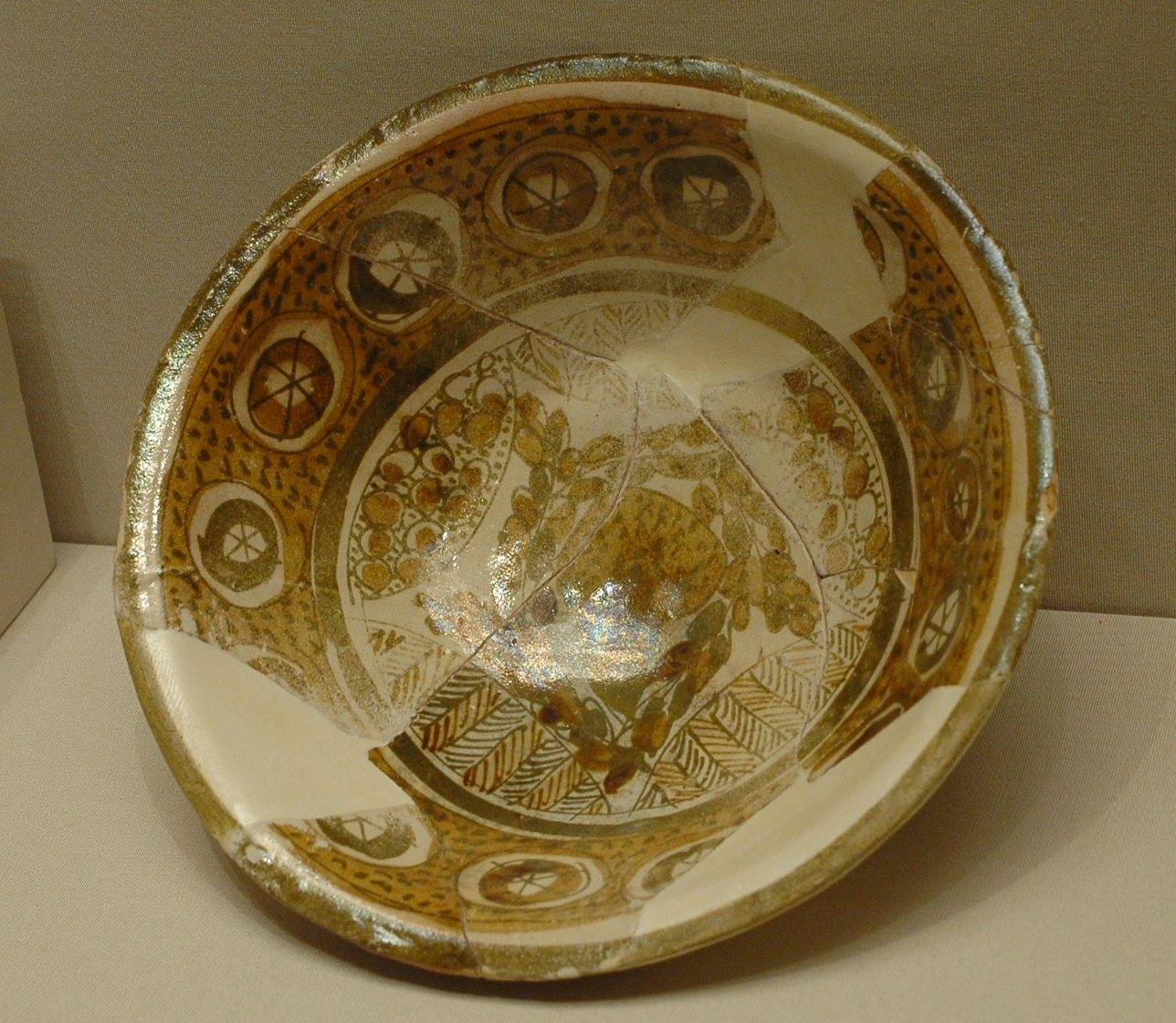
Cerámica dorada de Susa, siglo IX

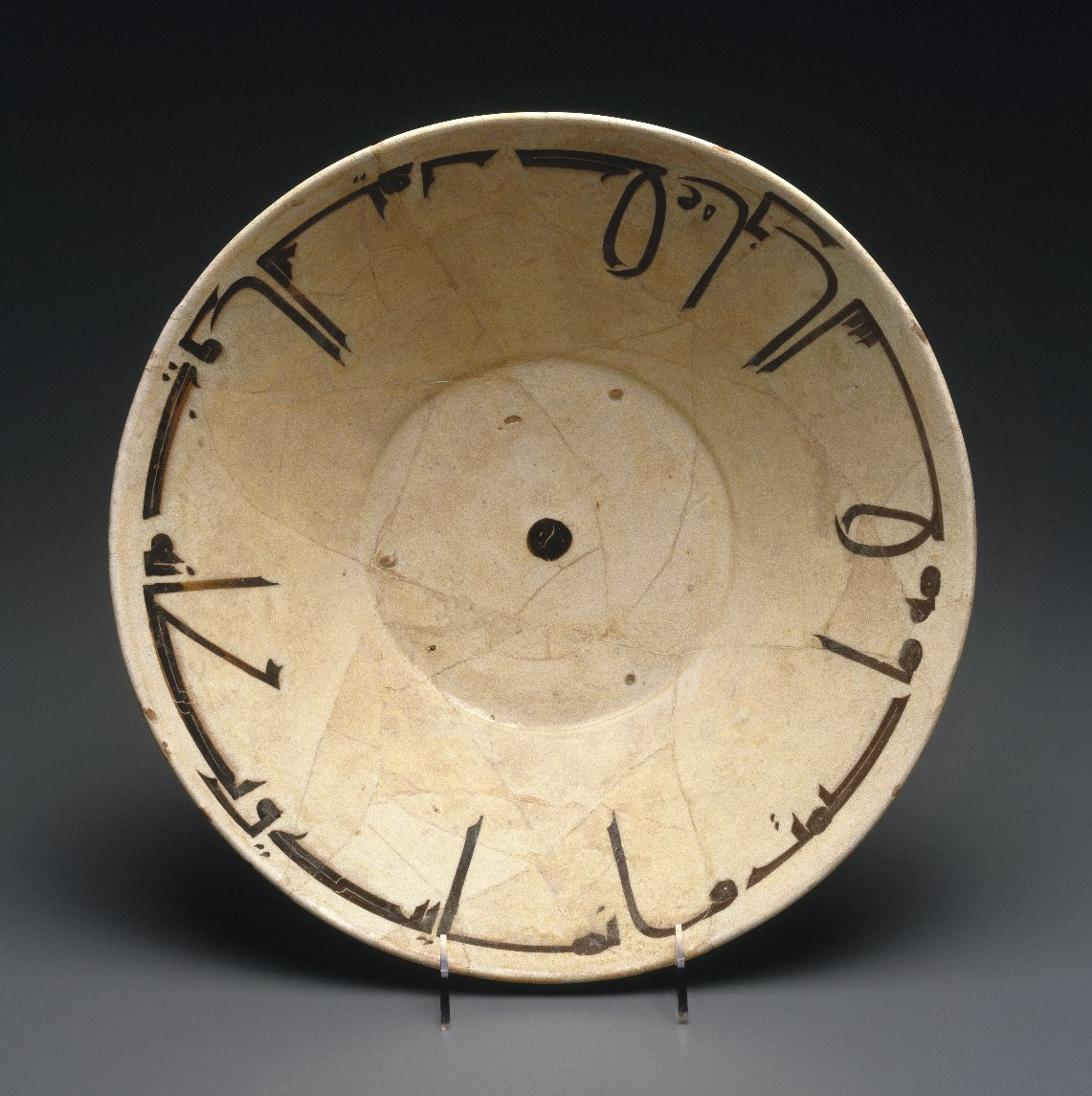
Bol con inscripción cúfica,, 35,2 cm de ancho

A mediados del siglo VII, los árabes conquistaron el reino sasánida y comenzaron la islamización. El arte árabe, principalmente arquitectónico, se elaboró en Siria y en la zona de Persia e Irak. En esta segunda región, la arquitectura tendió más a lo decorativo siguiendo así los modelos sasánidas, al empleo de materiales menos nobles como el ladrillo (o, incluso, el adobe) y a las estructuras abovedadas. Con la conquista de los árabes, el país se pobló de mezquitas con bóveda cupuliforme y de alminares en forma de elevadas torres cilíndricas. La característica cerámica islámica vidriada produjo sus más bellas creaciones en Irán, en los talleres de Kashan y Rayy. El arte bajo las dinastías turcas está dominado por el influjo de Bizancio.

### Antes de la conquista mongola
Persia logró conservar su identidad cultural después de conquista musulmana. Los árabes abandonaron su pretensión de imponer el idioma árabe a la población, aunque se convirtió en el idioma de la erudición.
Durante la Edad de Oro islámica, especialmente en los siglos IX y X, Nishapur (provincia de Jorasán Razaví, al noreste de Irán) fue uno de los grandes centros de cerámica y otras artes con ella relacionadas. La mayor parte de la cerámica descubierta en Nishapur se conserva en el Museo Metropolitano de Arte de Nueva York, y museos en Teherán y Mashhad. Esta cerámica muestra conexión con el arte sasánida y el de Asia Central.
La decoración arquitectónica islámica geométrica en estuco, los azulejos, el ladrillo y la talla de madera y piedra se convirtieron en algo elaborado y refinado, y junto con los tejidos que lucían los ricos fue probablemente el principal tipo de arte que podía ver la totalidad de la población; otros tipos de arte se reservaban esencialmente a las esferas privadas de los ricos. Se documentan alfombras en varios relatos de la vida de la época, pero no se conserva ninguna; quizá en aquella época eran sobre todo un arte folclórico rural. Los ricos tejidos de seda que fueron una importante exportación de Persia también continuaron usando las figuras animales, y a veces humanas, de sus predecesores sasánidas.
Se produjo metalurgia muy decorada en aleaciones de cobre (latón o bronce), aparentemente para un mercado urbano sofisticado. Aparentemente, existieron equivalentes en oto y plata pero han sido en su mayor parte reciclados por sus materiales preciosos; los pocos ejemplos supervivientes fueron en su mayor parte vendidos en el norte a cambio de pieles y luego enterrados como ajuares funerarios en Siberia. Siguió siendo popular la iconografía sasánida de héroes a caballo, escenas de caza, y gobernantes sentados con sus ayudantes, tanto en alfarería como en metalurgia, ahora a menudo rodeados por una decoración elaborada geométrica y caligráfica.
Los persas se adhirieron a los disidentes chiitas y, en el siglo VIII se implantó la dinastía abasí, con la cual la dirección del islam pasó a los persas. La integridad de este nuevo califato se mantuvo por poco tiempo.  Desde el siglo IX se inició un proceso independentista a resultas del cual se configuraron diversos reinos con dinastías autónomas, como la de los tahiríes del Khorasán, los samaníes de Transoxiana, los gaznavíes y los selyúcidas.

#### Período samánida
El periodo samánida vio la creación de alfarería epigráfica. Estas piezas fueron, típicamente, recipientes de loza de barro cocido con un recubrimiento oscuro de arcilla mezclada con agua hasta estar cremosa, con letras cúficas pintadas sobre una base de recubrimiento blanco. Estos recipientes típicamente están inscritos con bendiciones o proverbios, y se usaron para servir comida. Samarcanda y Nishapur fueron centros de producción de esta clase de loza. A este momento (segunda mitad del siglo XI), ya en Persia, corresponden los monumentos samánidas, destacando el mausoleo de Ismaíl, en Bujará, de planta central con gran cúpula, conforme a prototipo que ha de ser frecuente en la arquitectura funeraria islámica.

#### Período selyúcida
Los selyúcidas, nómadas de origen túrquico de lo que actualmente es Mongolia, aparecieron en la escena de la historia islámica a finales del siglo X. Tomaron Bagdad en el año 1048. Su poderío se extendió rápidamente por Persia, Asia Menor y Egipto y se desvaneció en 1194 en Irán, aunque la producción de obras "selyúcidas" siguió hasta el final del siglo XII y comienzos del XIII bajo los auspicios de soberanos y mecenas menores e independientes. En su época, el centro de la cultura, la política y la producción artística se trasladó desde Damasco y Bagdad a Merv, Nishapur, Rayy, e Ispahán, todos ellos en Irán.
Se va imponiendo en la arquitectura islámica oriental el modelo formado por patio central al que se comunican los divanes o iwanes, es decir, salas que se abren con grandes arcos. En las construcciones de piedra o en ladrillo proliferan las cúpulas, ricamente ornamentadas, con preferencia a base de cerámica esmaltada, al mismo tiempo que se prodigan los mocárabes. Existe preferencia por el arco apuntado peraltado.
Es en esta época selyúcida cuando se fijó el modelo de edificio para la madrasa o escuela teológica coránica: planta de cruz, disponiéndose en torno a un patio central con aljibe, al que se asoman dependencias en forma de iwanes. Se le añaden otras dependencias, como la biblioteca, las celdas de los estudiantes, las cocinas o los baños.
La mezquita del Rey, en Ispahán, constituye el modelo más característico. Fue edificada a principios del siglo XI. Su planta es cruciforme, con gran patio central y cuatro iwanes, uno en cada frente. Su cúpula, en forma bulbosa, está decorada con mosaicos azules y verdes con tempas epigráficos; corona la sala principal del santuario. Este modelo se repetirá en las construcciones de los mongoles timúridas, como en la madraza Giyatiyya de Khargird, en Khorasan, ya del siglo XV, y la del santuario del Imán Riza, en Meschhed.
Asimismo se crea el tipo de mezquita sin patio, formada por gran sala central con cúpula, ejemplificada en la Mezquita Azul de Tabriz, del siglo XV, ya en la época timúrida.
Se prodiga el minarete con base octogonal o cuadrada y cuerpo cilíndrico. Dio lugar al minarete como columna triunfal conmemorativa, según el ejemplo de Gazni, en Persia oriental.
Paralelamente, en la arquitectura funeraria se difunde el tipo formado por un cuerpo cuadrado cubierto con una gran cúpula. Se caracterizan por la rica decoración del trasdós de la cúpula, y por el mayor desarrollo del tambor.

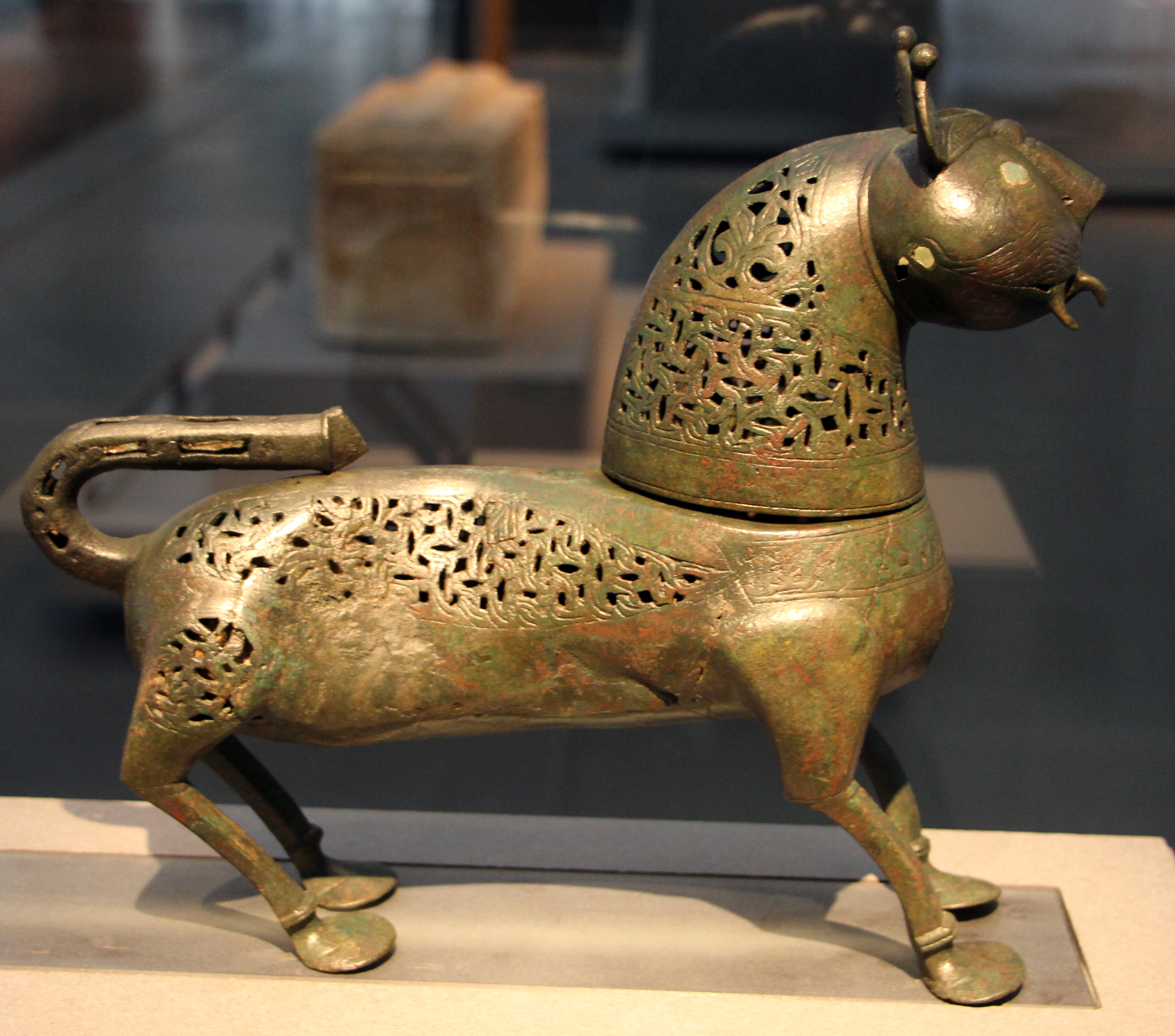
Pebetero, siglo XI, Jorasán o Asia Central

El mecenazgo popular se extendió debido a una economía en crecimiento y a una nueva riqueza urbana. Las inscripciones en la arquitectura tendieron a centrarse más en los patronos de la pieza. Por ejemplo, sultanes, visires u oficiales de rango inferior serían a menudo mencionados en inscripciones en las mezquitas. Mientras tanto, el crecimiento de la producción masiva y la venta de arte hizo que fuese más accesible a comerciantes y profesionales.  Debido al incremento de la producción, se conservan muchos ejemplos de la era selyúcida, y se pueden datar con facilidad. Por contraste, las obras anteriores son más ambiguas. Es, por lo tanto, fácil confundir arte selyúcida como nuevos desarrollos en lugar de una herencia de las fuentes clásicas iraníes y túrquicas.

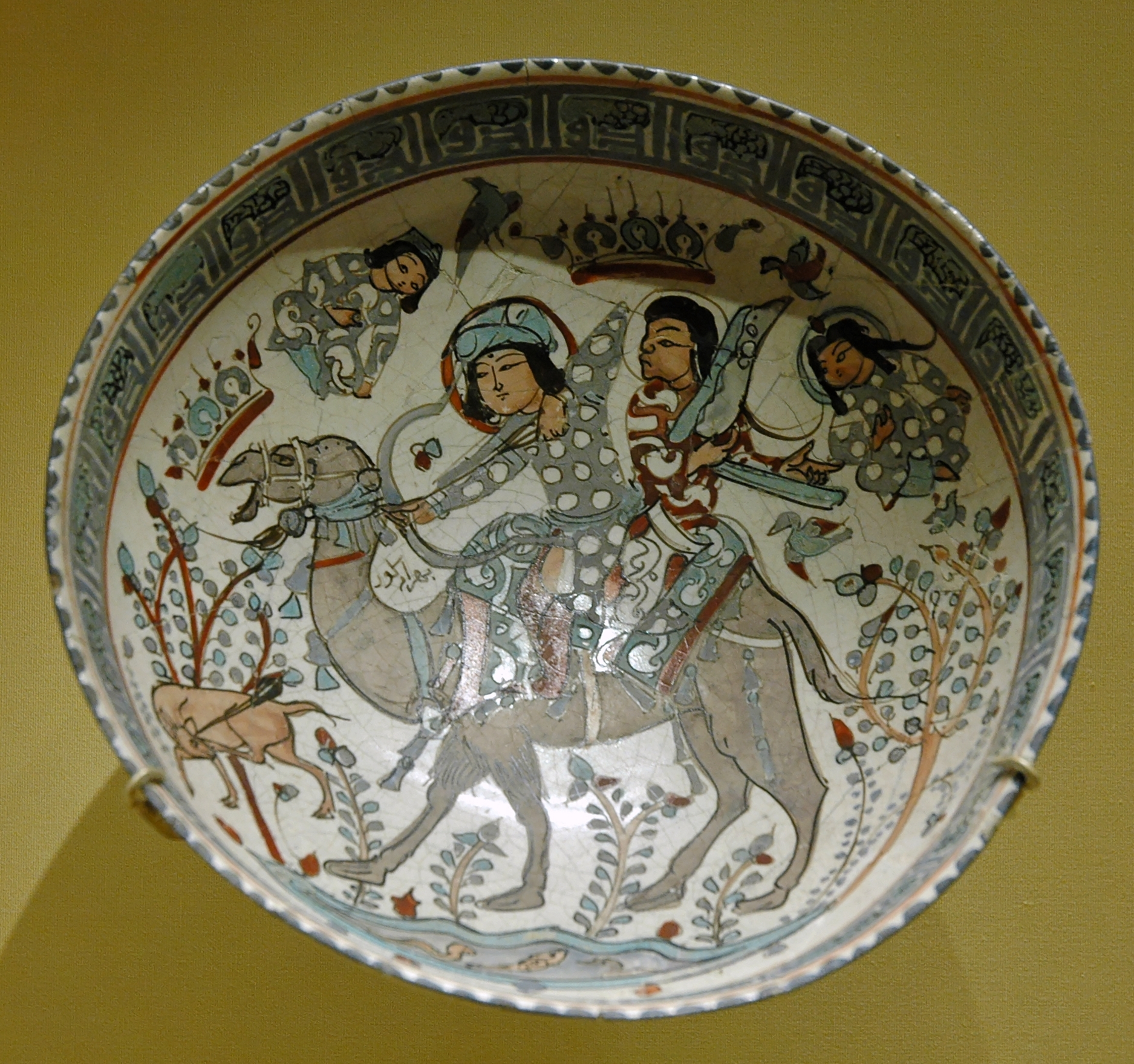
Bol con una escena de caza del cuento del rey Bahram V y Azadeh, cerámica mina'i.

Las innovaciones en la cerámica de este período incluyen la producción de cerámica minai, esmaltada con figuras sobre fondo blanco, y el uso de frita, una pasta cerámica a base de silicio, más que arcilla.  Los trabajadores de metal destacaron sus intrincados diseños forjados con incrustaciones de metales preciosos. A lo largo de la era selyúcida, desde Irán a Irak, puede verse una unificación de la miniaturización en libros. En esta época adquirió gran importancia la miiatura, para ilustrar libros. Estas pinturas tenían figuras animalísticas que transmiten un fuerte significado simbólico de fidelidad, traición y bravura.
Los persas gradualmente adoptaron la escritura arábiga tras la conquista, y la caligrafía persa se convirtió en un importante medio artístico, a menudo usado como parte de la decoración de otras obras en la mayor parte de los medios artísticos.

### Ilkanato
Durante el siglo XIII, los mongoles bajo el liderazgo de Gengis Kan barrieron el mundo islámico. Invadieron Persia en 1220. Tras su muerte, el imperio se dividió entre sus hijos, formando muchas dinastías: los Yuan en China, los iljánidas en Irán y la Horda de Oro en el norte de Irán y sur de Rusia. Los dos últimos se convirtieron al islam en pocas décadas.
Bajo estos "pequeños khanes" se desarrolló una rica civilización. En origen obedecían al emperador Yuan, pero rápidamente se independizaron. Se intensificó la actividad arquitectónica conforme los mongoles se hacían sedentarios, y conservaron trazas de su origen nómada, como la orientación norte-sur de los edificios. Al mismo tiempo, se produjo un proceso de "iranización", y las construcciones se ajustaron a tipos previos, como las mezquitas que siguieron el "plan iraní".
Con el dominio mongol se introdujeron en el país elementos chinos que se manifestaron de manera esencial en la cerámica y en la miniatura. La miniatura se convirtió en un significativo género persa en el siglo XIII, recibiendo influencia china después de las invasiones mongolas El arte del libro persa fue animado por el mecenazgo aristocrático de grandes manuscritos como el Jami' al-tawarikh compilado por Rashid-al-Din Hamadani, y el Demotte o Gran Mongol Shahnameh, probablemente encargado por su hijo. En cerámica aparecieron nuevas técnicas, como la lajvardina (una variación de la loza dorada). Se percibe influencia de China en todas las artes.

### Timúridas

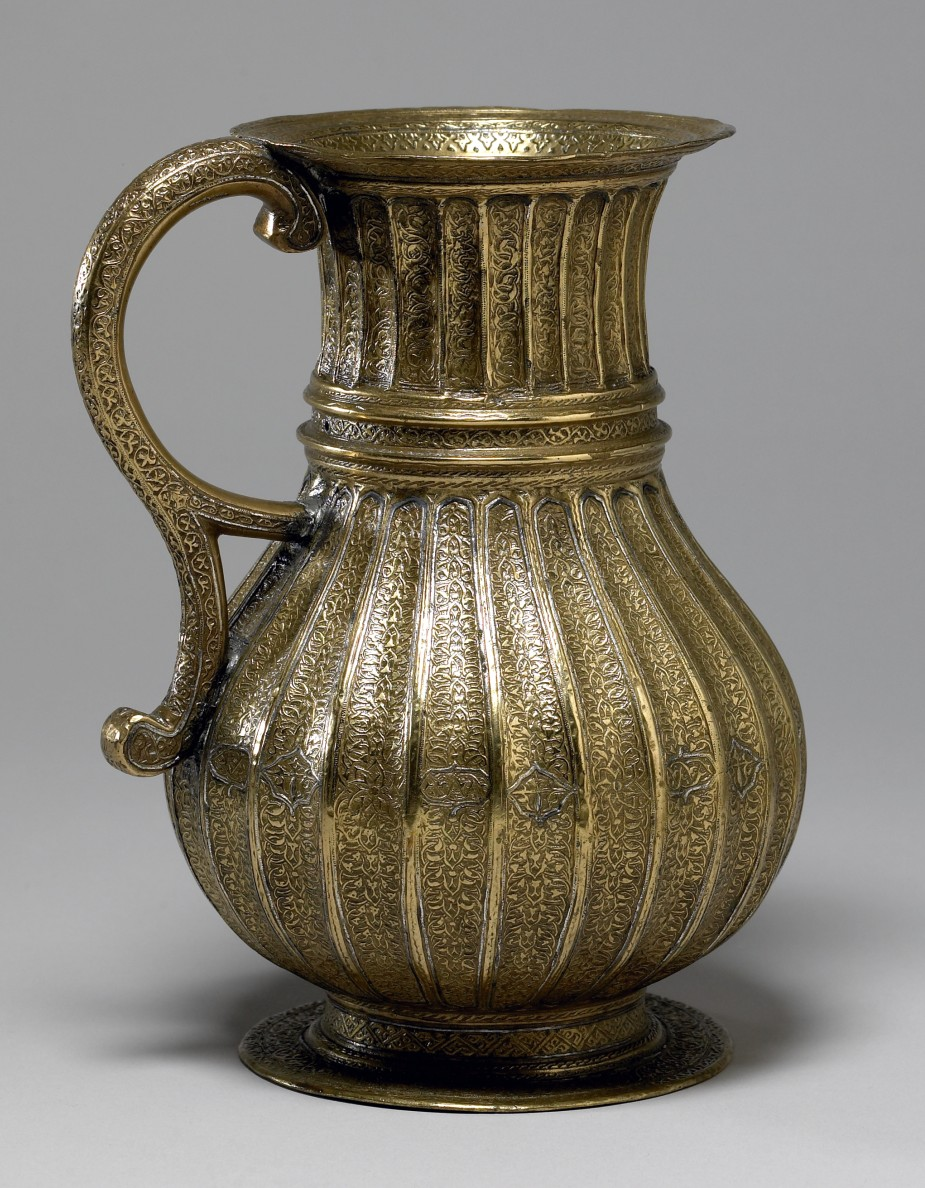
Jarra,, bronce dorado con incrustaciones de plata, probablemente diseñado para el mercado europeo

A la muerte del último ilján (1335) sobrevino la invasión de Tamerlán que se apoderó del país, fragmentado políticamente entre diversas familias. Tamerlán inauguró una dinastía, la timúrida, que hasta el siglo XVI gobernó en Khorasán y Transoxiana, y desarrolló una floreciente cultura.
Es la edad de oro de la pintura persa. Siguió la influencia china, a medida que los artistas timúridas refinaron el arte persa del libro, que combina el papel, la caligrafía, la iluminación, la ilustración y la edición de todo el conjunto de una manera brillante y colorida. Desde el principio se usó papel, más que pergamino como en Europa. Fue la etnicidad mongol de los kanes de Chagatai y timúridas la fuente de la representación estilística de la figura humana en el arte persa durante la Edad Media. Estos mismos mongoles se casaron con los persas y los turcos de Asia Central, adoptando incluso su religión y sus idiomas. Aun así, su simple control del mundo de aquella época, particularmente en los siglos XIII-XV, se reflejaba a sí mismo en la apariencia idealizada de los persas como mongoles. Aunque el maquillaje étnico gradualmente se fue fusionando en las poblaciones locales mesopotámicas e iranias, el estilismo mongol continuó bastante más allá, y llegó a Asia Menor e incluso al Norte de África.
En los monumentos funerarios se va imponiendo un tipo simple de edificio cuadrado cubierto por una gran cúpula, con forma bulbosa y con gran decoración externa, con profusión de cerámica esmaltada. Es el modelo elegido por Tamerlán, para su mausoleo, erigido en Samarcanda (hoy en Uzbekistán) y cuya construcción terminó en el año 1404. Ejemplifica de forma extraordinaria la cúpula sobre tambor cilíndrico. Resalta la belleza de su decoración labrada en forma de estrías y que utiliza la cerámica vidriada combinando el verde y el azul.
Es en esta época, 1465 cuando se construyó la Mezquita Azul de Tabriz, por orden de Jahan Shah, gobernante de Kara Koyunlu.

## La miniatura persa

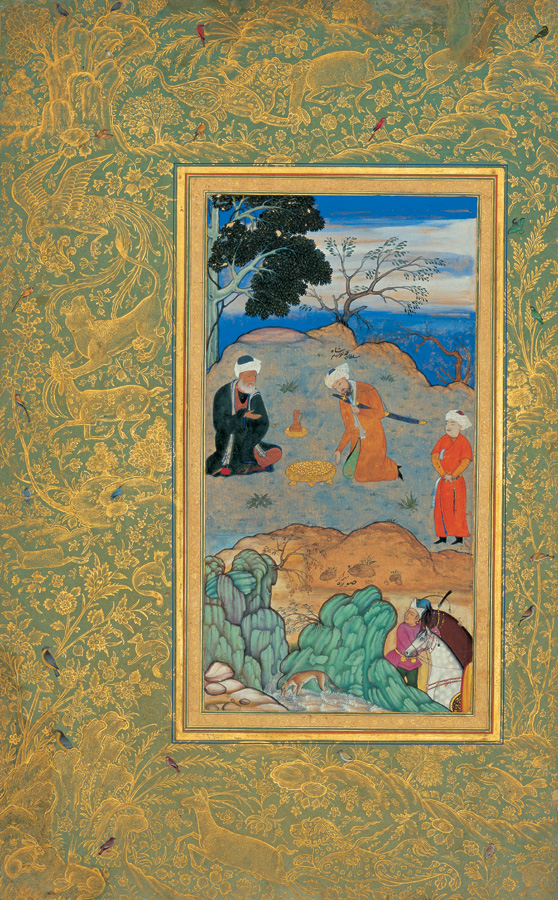
Consejo del ascético (h. 1500-1550) de Behzad. Como en los manuscritos iluminados occidentales, los bordes exquisitamente decorados formaban una parte integral de la obra de arte.

El historiador de Oriente Basil Gray cree que "Irán ha ofrecido un arte único al mundo, que es excelente dentro de su estilo". Persia sobresale por sus miniaturas: pequeñas pinturas sobre papel, bien como ilustraciones de libros, bien como obras separadas que pretendían ser conservadas en un álbum de semejantes obras llamado muraqqa. Las técnicas son comparables, en sentido amplio, a las tradiciones occidental y bizantina de miniaturas en manuscritos iluminados. Aunque hay una tradición persa más antigua de pinturas murales, la cantidad y calidad de las miniaturas que se conservan, es mayor, y son la forma de pintura persa más conocida en Occidente. Muchos de los ejemplos importantes se conservan en museos occidentales o turcos.
Su punto más alto en la tradición se alcanzó en los siglos XV y XVI. Destacados maestros como Kamaleddin Behzad (h. 1450-1535) engendraron un nuevo estilo de pintura. La tradición continuó, con algo de influencia occidental, después de esta época, y tiene muchos exponentes modernos.
La miniatura persa fue la influencia dominante sobre otras tradiciones islámicas, principalmente la miniatura otomana en Turquía, y la miniatura mogol en el subcontinente indio.
La tradición creció a partir de la ilustración de libros, ilustrando muchas escenas narrativas, a menudo con numerosas figuras. Las convenciones que se desarrollaron a la hora de representar los elementos de la escena fueron efectivos pero diferentes de la perspectiva gráfica occidental. Las figuras más importantes eran un poco más grandes que aquellas que la rodeaban, y las escenas de batallas pueden estar muy pobladas. La recesión (profundidad en el espacio pictórico) se indica colocando las figuras más distantes en la parte alta del espacio. Se presta gran atención al fondo, sea un paisaje o sean edificios, y el detalle y la frecura con la que se representan las plantas y los animales, las telas de las tiendas, las colgaduras o las alfombras, o los patrones de azulejos, es una de las grandes atracciones de esta forma artística. El vestido de las figuras se muestra igualmente con gran cuidado, aunque los artistas comprensiblemente a menudo evitan representar las telas estampadas que muchos habrían llevado. Los animales, especialmente los caballos que aparecen muy a menudo, están mostrados generalmente de costado; incluso las historias de amor que constituyen buena parte del material clásico a menudo se desarrollan en gran medida a caballo, por lo menos en lo que se refiere al príncipe protagonista. Los paisajes son a menudo montañosos (las llanuras que forman gran parte de Persia raramente aparecen), y se indica por un horizonte ondulado, y salientes de toca desnuda que, como las nuben en la pequeña zona de cielo que se suele presentar por encima del paisaje, están pintadas en convenciones que derivan del arte chino. Incluso cuando una escena se desarrolla en un palacio, el punto de vista a menudo aparece desde un punto algunos metros en lo alto, en el aire.
El arte persa bajo el islam nunca llegó a prohibir completamente la representación de la figura humana, y en la tradición de la miniatura la representación de figuras, a menudo en gran número, es esencial. Esto se debe en parte a que la miniatura es una forma de arte privado, que se conserva en un libro o en un álbum y solo se mostraba a aquellos que el dueño elegía. Era por lo tanto más libre que las pinturas murales u otras obras que vería un público más amplio. El Corán y otras obras puramente religiosas no se ilustraban así, aunque las historias y otras obras literarias podían incluir escenas relacionadas con la religión, incluyendo aquellas representando a Mahoma, después de 1500 usualmente sin mostrar su cara.
Junto a las escenas figurativas en las miniaturas y los bordes, hubo un estilo paralelo de decoración ornamental no figurativa en los bordes y paneles de las páginas de miniatura, en los espacios al inicio o al fin de una obra o sección, y a menudo en páginas enteras que actuaban como frontispicios. En el arte islámico se llama a esto "iluminación", y los manuscritos del Corán y otros libros religiosos a menudo incluyeron considerable número de páginas iluminadas.  Los diseños reflejaban obra contemporánea en otros medios, en periodos posteriores especialmente se parecerán a las cubiertas de los libros y a las alfombras persas. Se cree que muchos diseños para alfombras los crearon artistas cortesanos y se enviaban a los talleres de las provincias.
Hay que considerar que las artes aplicadas islámicas, tanto la miniatura persa como las alfombras y tapices persas, influyeron en el arte occidental cristiano, bien a través de Italia o de España, es de suma importancia, fundamentalmente en el aspecto técnico, dada la excepcional calidad y virtuosismo en la ejecución de obras islámicas.

## Safávidas

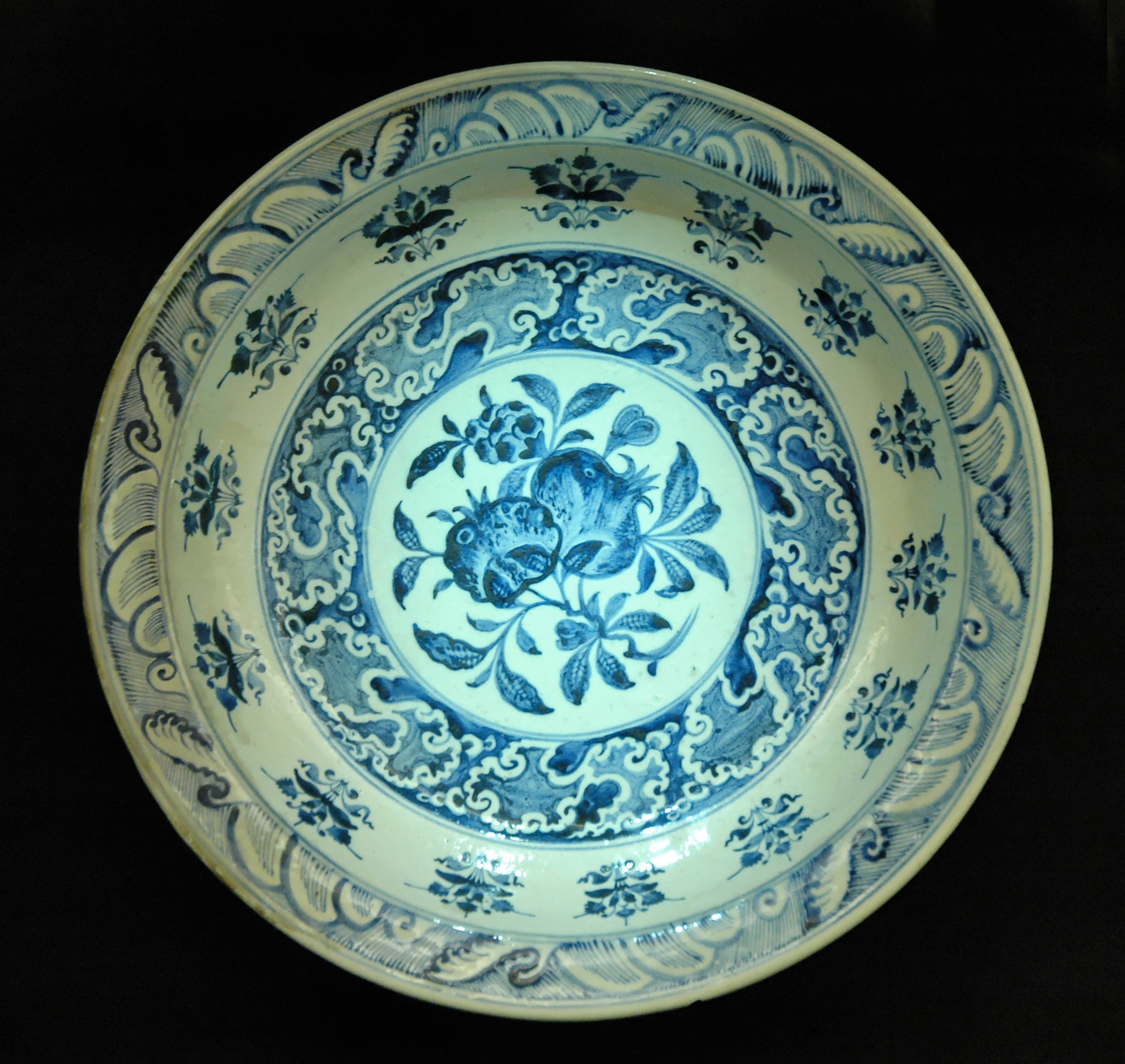
Plato decorado con dos granadas, con influencia china, h. 1500, M. del Louvre

Los safávidas gobernaron Persia entre 1501 y 1722. Fue un punto álgido para el libro y la arquitectura; y también se cultivaron artes aplicadas como cerámica, metal, vidrio y jardines. Muestran un desarrollo más unitario que en cualquier otra época del arte persa: el mismo estilo, difundido desde la corte, aparece en alfombras, azulejos, cerámica e ilustración de manuscritos. Es un nuevo período de esplendor del arte persa. Cuando los safávidas tomaron el poder en Persia, el arte de esta región se había dividido en dos estilos: al este era una continuación del estilo timúrida, y en el oeste era turkmeno. Dos gobernantes de la nueva dinastía triunfaron a la hora de animar la creación de nuevos estilos que se difundieran por todos sus territorios: el sah Tahmasp I, que reinó 1524-1576 pero perdió interés en el arte después de, aproximadamente, el año 1555, y el shah Abbás I (que reinó 1588-1629).
En los siglos XVI y XVII, la industria textil tomó un gran auge, especialmente en la fabricación de alfombras que alcanzaron un gran reconocimiento. En arquitectura, destacan las construcciones erigidas en tiempo del sah Abbás I (1587-1628). Hasht Bihisht  es un palacio safávida en Ispahán, construido en 1669. Los ejemplos arquitectónicos persas influyeron la arquitectura islámica de la India, como puede verse en los edificios de Delhi.

### La alfombra persa

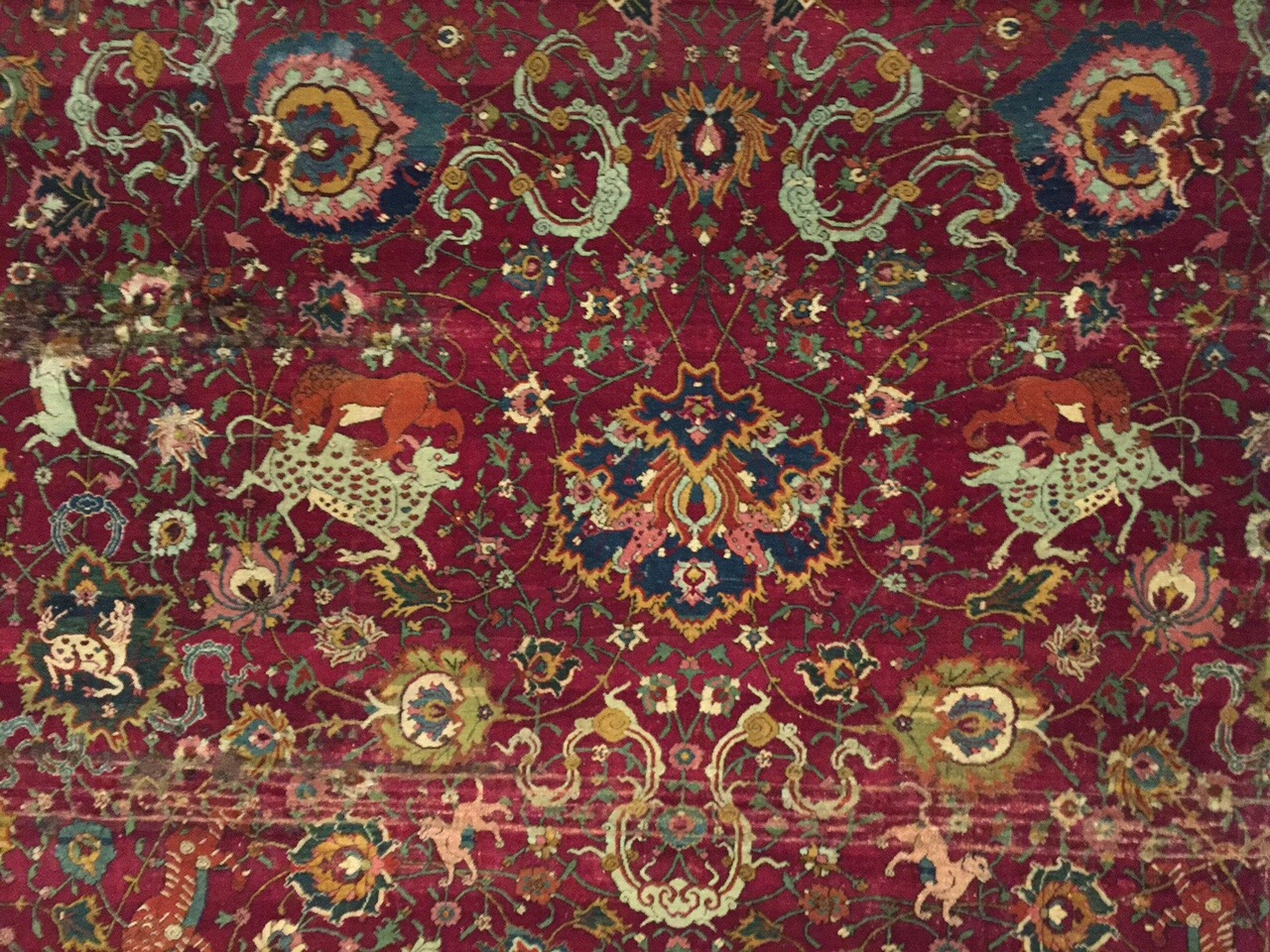
Detalle de una alfombra persa con tema animal, período safávida, siglo XVI

El tejido de alfombras es una parte esencial de la cultura y el arte persas. Dentro del grupo de alfombras orientales producidas por países del llamado "cinturón de alfombras", la alfombra persa destaca por su variedad y lo elaborado de sus diseños.
Las alfombras y tapetes persas se tejían en paralelo, al mismo tiempo, por tribus nómadas, en los pueblos y en talleres urbanos, y por las manufacturas de las cortes. Como tales, representan líneas de tradición simultáneas pero diferentes, y reflejan la historia de Irán y sus diversos pueblos. Las alfombras tejidas en las manufacturas de la corte safávida de Ispahán durante el siglo XVI son famosas por sus elaborados colores y diseño artificial, y se atesoran en museos y colecciones privadas por todo el mundo. Sus pautas y diseños han establecido una tradición artística de manufacturas cortesanas que se mantuvo viva durante toda la duración del imperio persa hasta la última dinastía real de Irán. Alfombras safávidas individuales y excepcionales son la alfombra de Ardabil (hoy en Londres y en Los Ángeles) y la alfombra de la coronación (hoy en Copenhague). Mucho más antigua, la alfombra de Baharestan es una alfombra sasánida, hoy perdida, realizada para el palacio real de Ctesifonte, y la alfombra significativa más antigua, la Pazyryk fue posiblemente elaborada en Persia.
Las alfombras tejidas en ciudades y centros regionales como Tabriz, Kerman, Mashhad, Kashan, Ispahán, Nain y Qom se caracterizan por técnicas específicas de tejido y el uso de materiales, colores y estampados de alta calidad. Manufacturas urbanas como las de Tabriz han tenido un importante papel histórico en revivir la tradición del tejido de alfombras después de períodos de declibe. Las alfombras tejidas en los pueblos y tribus nómadas de Irán se distinguen por su fina lana, colores brillantes y elaborados, y estampados específicos y tradicionales. Los tejedores de aldeas y nómadas a menudo producen alfombras con diseños más atrevidos, y a veces más bastos, que están considerados como los más tradicionales y auténticos de Persia, en oposición a los diseños artísticos, preplaneados, de los talleres más grandes. Las alfombras de Gabbeh son las más conocidas de este tipo.
La artesanía de la alfombra ha pasado por períodos de decadencia en los momentos de inestabilidad política, o bajo la influencia de demandas comerciales. Particularmente fue difícil la introducción de tintes sintéticos en la segunda mitad del siglo XIX.
Los tejedores mezclan patrones elegantes con gran cantidad de colores. La alfombra iraní es similar a los jardines persas: lleno de plantas, pájaros y animales. Los colores están hecho de plantas silvestres y son muy llamativos como el burdeos, el azul marino y colores marfil. El futuro tejido es sumergido en té para suavizar su textura. Depende del lugar de fabricación de la alfombra, los patrones y diseños varían. Algunas alfombras como las Gabbeh y Gelim poseen variaciones en su textura y en su número de nudos.
La habilidad excepcional de los tejedores de estas alfombras ha llamado la atención de sujetos como Xuanzang, Jean-Baptiste Tavernier y Jean Chardin.
Persia ha sido famosa no solo por sus alfombras, sino por sus telas, en general. Aunque el término "alfombra persa" a menudo se refiere a tejidos de pelo medio y largo, también se realizan otros lisos como Kilim, Soumak, y bordados como Suzani son parte de la rica y variada tradición del tejido persa.

### Artes del libro
Bajo los safávidas, la fuerza motriz del arte fueron los libros, en particular la miniatura. El ketab khaneh, el taller-biblioteca real, fue la fuente principal de motivos para objetos como alfombras, cerámicas o metal. Se copiaron diversos tipos de libros, se iluminaron, unieron y a veces ilustraron: religiosos – coranes, pero también comentarios sobre el texto sagrado y obras teológicas- y literatura persa – Shahnameh, Khamsa de Nezamí Ganyaví, Jami al-Tawarikh por Rashid-al-Din Hamadani, y relatos menores del Miraj, o "Viaje nocturno" del profeta.

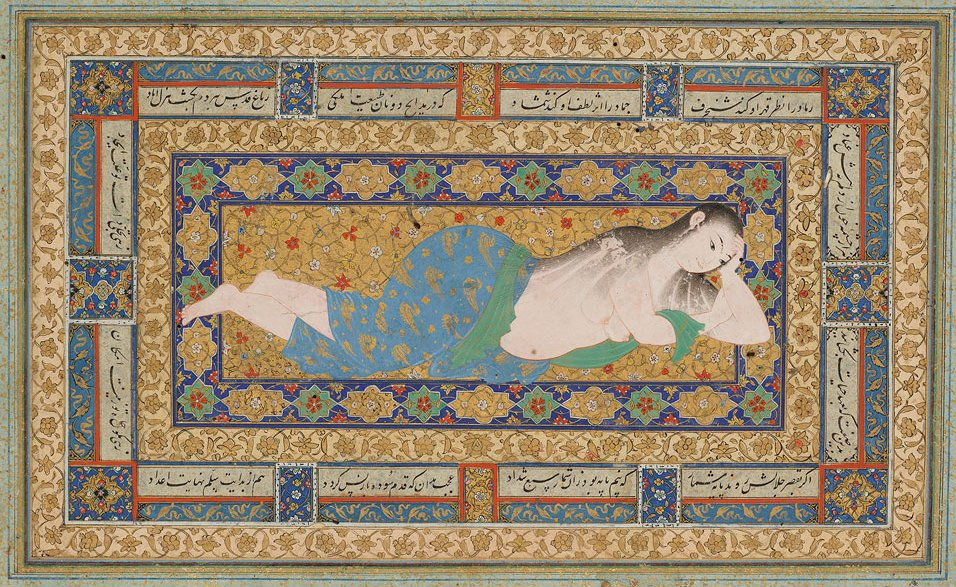
Joven dama reclinándose tras el baño, Herat años 1590, una miniatura individual para el mercado muraqqa

Se usó siempre el papel, una invención china que llegó a Irán tempranamente, en el siglo XIII. Con frecuencia se usan papeles colorados. Hacia 1540, apareció un papel veteado, que sin embargo desapareció con rapidez. Las uniones se hicieron sobre todo en cuero marroquí teñido, de muy buena calidad. Podían estar dorados y estampados con motivos figurativos, florales o geométricos, o repujado en azul. En la segunda mitad del siglo XVI, perforaron las cubiertas de cuero para permitir que se vieran las páginas de seda o papel coloreado. En el mismo período, en Shiraz, aparecieron uniones con laca, que sin embargo fueron muy raras y altamente apreciadas en Irán. La decoración de los márgenes de las páginas se realizó de diversas maneras: a veces se insertaban en un papel diferente (tradición que apareció en el siglo XV); salpicada de oro, siguiendo una costumbre china; o pintada con colores u oro. El estilo de las ilustraciones varió grandemente de un manuscrito a otro, según el período y el centro de producción.
Tahmasp I apoyó generosamente, en los primeros años de su reinado, el taller real, responsable de algunos de los más destacados manuscritos persas, pero desde los años 1540 se fue preocupando por escrúpulos religiosos, hasta que al final, en 1556 emitió un "Edicto de sincero arrepentimiento" intentando prohibir la miniatura, la música y otras artes. Esto perturbó gravemente las artes, y muchos pintores como Abd al-Samad y Mir Sayyid Ali se trasladaron a la India donde desarrollaron la miniatura mogol; fueron los que marcaron el camino, localizados por el emperador mogol Humayun cuando estuvo en el exilio en 1546. Otros encontraron trabajo en las cortes provinciales de las relaciones de Tahmasp.
De la dispersión del taller real hubo un cambio en el énfasis para grandes libros ilustrados para la corte a la producción de hojas sueltas diseñadas para ser colocados en un muraqqa, o álbum. Esto permitía a los coleccionistas con presupuestos más modestos para adquirir obras por pintores destacados. Para el final del siglo, las escenas narrativas complicadas con muchas figuras fueron menos populares, reemplazadas por hojas con figuras solas, a menudo solo parcialmente pintadas y con un fondo de jardín, dibujado más que pintado. El maestro en este estilo fue Reza Abbasi cuya carrera en gran medida coincidió con el reinado de Abbás I, su principal empleador. Aunque pintó figuras de viejos, su tema más habitual fueron bellos jóvenes y (con menos frecuencia) mujeres o parejas de amantes.

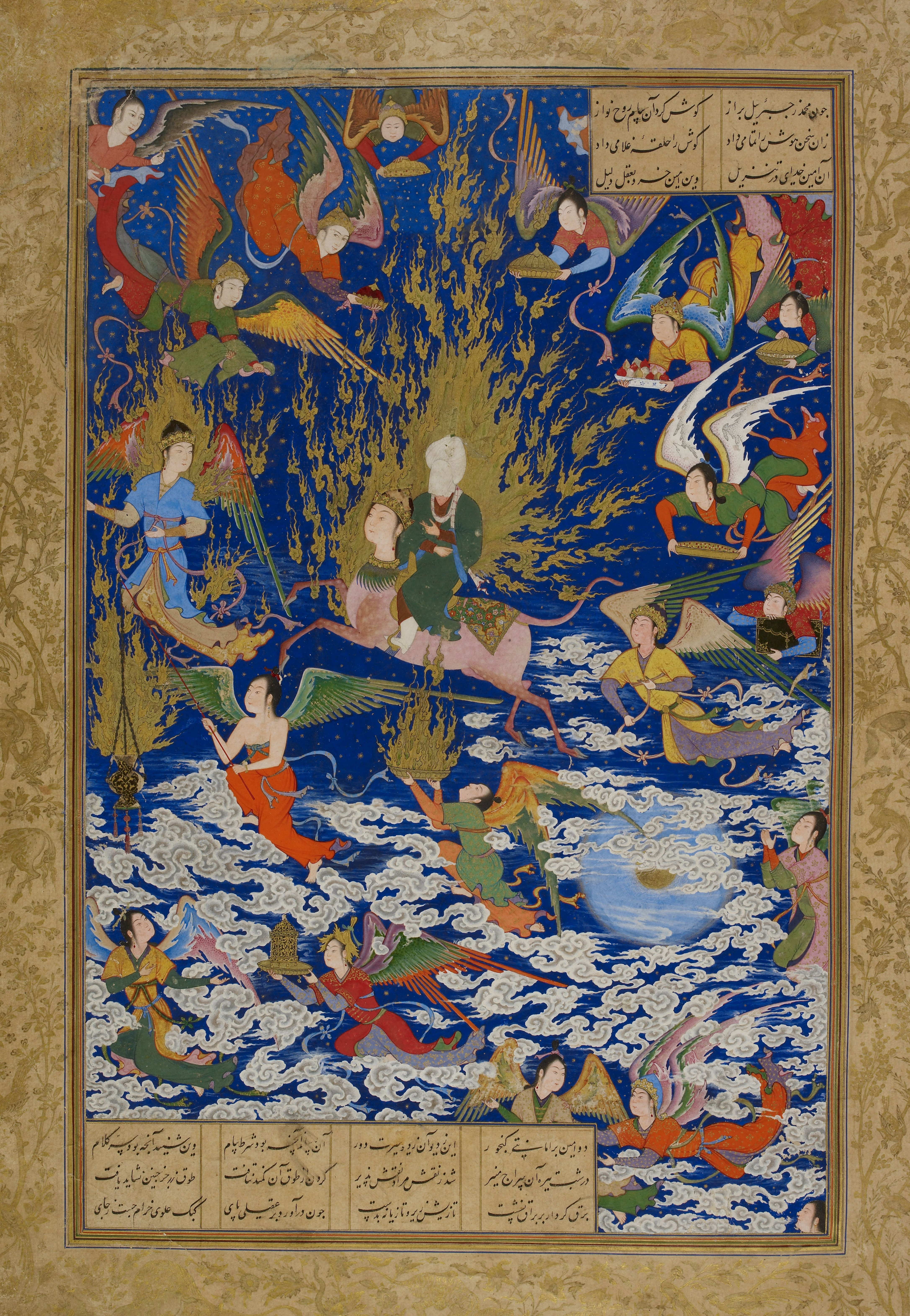
Miraj del profeta por Sultan Muhammad, mostrando ángeles y nubes de influencia china, 1539-43.
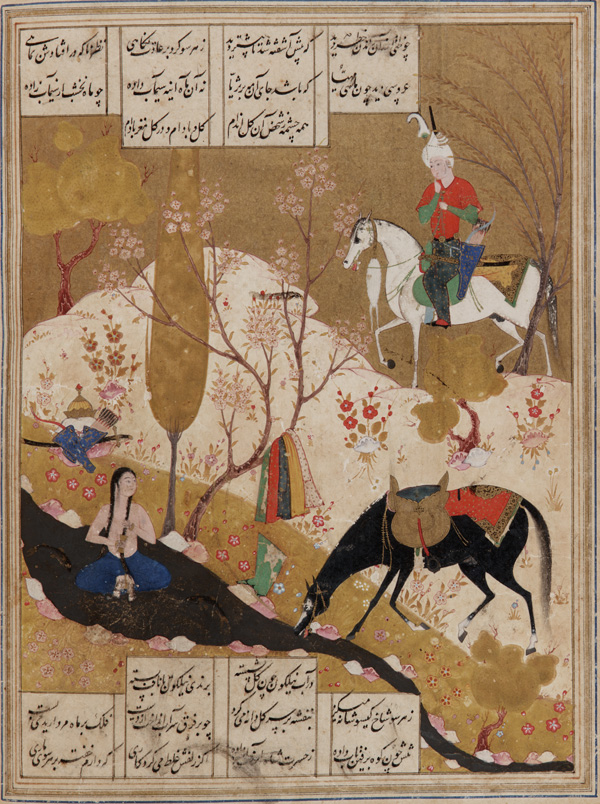
Cosroes descubre a Shirin bañándose en una piscina, una escena favorita, aquí de 1548. La plara usada para pintar la corriente se ha oxidado, volviéndose negra.
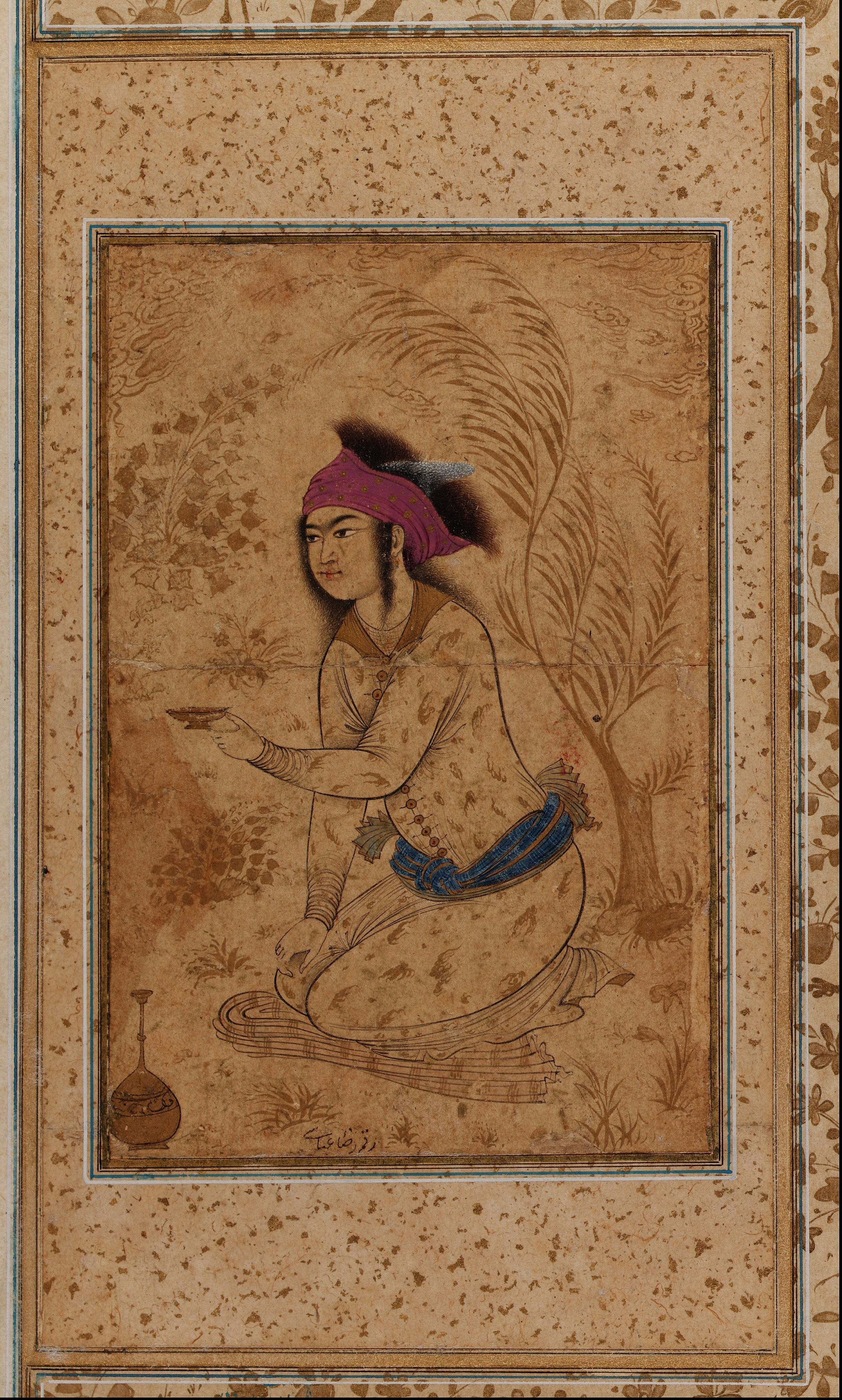
Joven arrodillado sosteniendo una copa de vino, una miniatura típica pintada para un álbum, por Reza Abbasi

### Cerámica

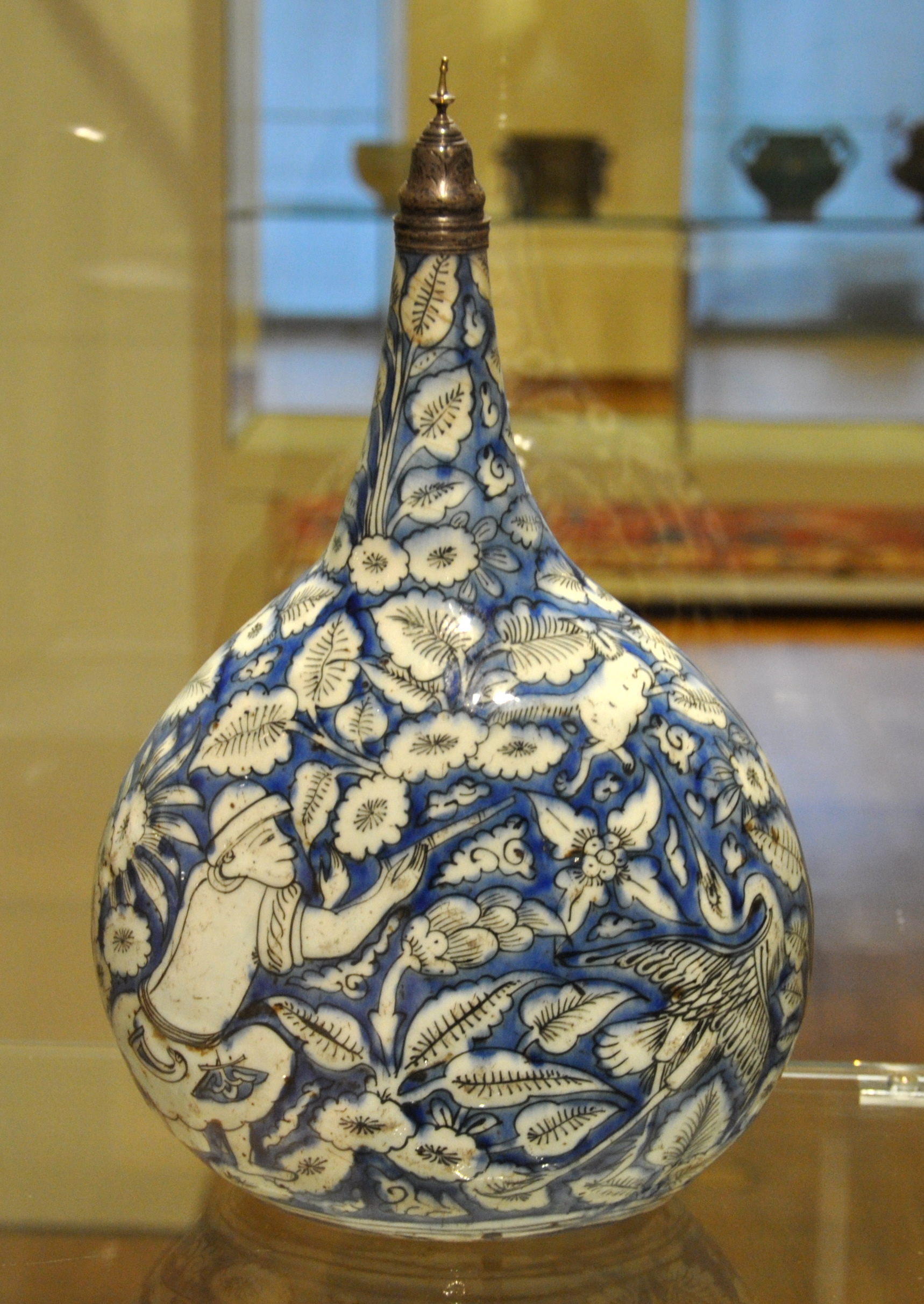
Frasco, segunda mitad del siglo XVII

El estudio y la datación de la cerámica elaborada durante los reinados de los shahs Ismaíl y Tahmasp es difícil, pues quedan pocas piezas datadas o que mencionen el lugar de su producción. La élite coleccionaba cerámica china y se valoraba más que las producciones locales. El shah Abbás I donó gran parte de la colección a los santuarios de Ardabil y Mashad, renovando una habitación en Ardabil para mostrar las piezas en nichos. Se han identificado varios talleres, aunque no con certeza, en particular: Nishapur, cerámica de Kubachi, Kermán (piezas de molde monocromáticas) y Mashhad. Se revivió la loza dorada, usando una técnica diferente a la de producciones anteriores, y produciendo típicas piezas pequeñas con un diseño en un color de cobre oscuro sobre fondo de azul oscuro. A diferencia de otras cerámicas, en estas usaron formas y decoraciones típicas de Oriente Próximo más que las inspiradas en China.
En general, los diseños tendían a imitar a los de la porcelana china, con la producción de piezas azules y blancas con formas y motivos chinos, como dragones o las nubes chi.  El azul persa se distingue del chino por sus matices más numerosos y sutiles. A menudo aparecen cuartetos escritos por poetas persas, a veces relacionados con el destino de la pieza (alusiones al vino en un cáliz, por ejemplo). Un tipo completamente diferente de diseño, mucho más raro, tiene iconografía muy específica del Islam (zodiaco islámico, escamas de las yemas, arabescos) y parece influida por el mundo otomano, como se evidencia por los antemios con bordes de plumas (ornamentos de madreselva) ampliamente usados en Turquía. Aparecieron nuevos estilos de figuras, influidos por el arte del libro: coperos jóvenes y elegantes, mujeres jóvenes de siluetas curvadas, o cipreses entrelanzando sus ramas, lo que recuerda a las pinturas de Reza Abbasi.
Las iezas respondían a tipología diversa: cálices, platos, botellas de cuello largo, escupideras, etc. Una forma habitual eran las jarras con cuellos muy pequeños y cuerpos aplastados por un lado y muy redondeados por el otro. Son características las formas tomadas de la metalurgia islámica con decoración en gran medida inspirada por la porcelana china. Con el cierre del mercado chino en 1659, la cerámica persa alcanzó nuevas cumbres, para satisfacer las necesidades europeas. La aparición de marcas falsas de talleres chinos en la parte trasera de algunas cerámicas marcaron el gusto que se desarrolló en Europa por la porcelana del Lejano Oriente, satisfecho en gran medida con la producción safávida. Este nuevo destino llevó a un uso aún más amplio de iconografía china y exótica (elefantes) y la introducción de nuevas formas, algunas sorprendentes (hookahs, platos octogonales, objetos con forma animal).

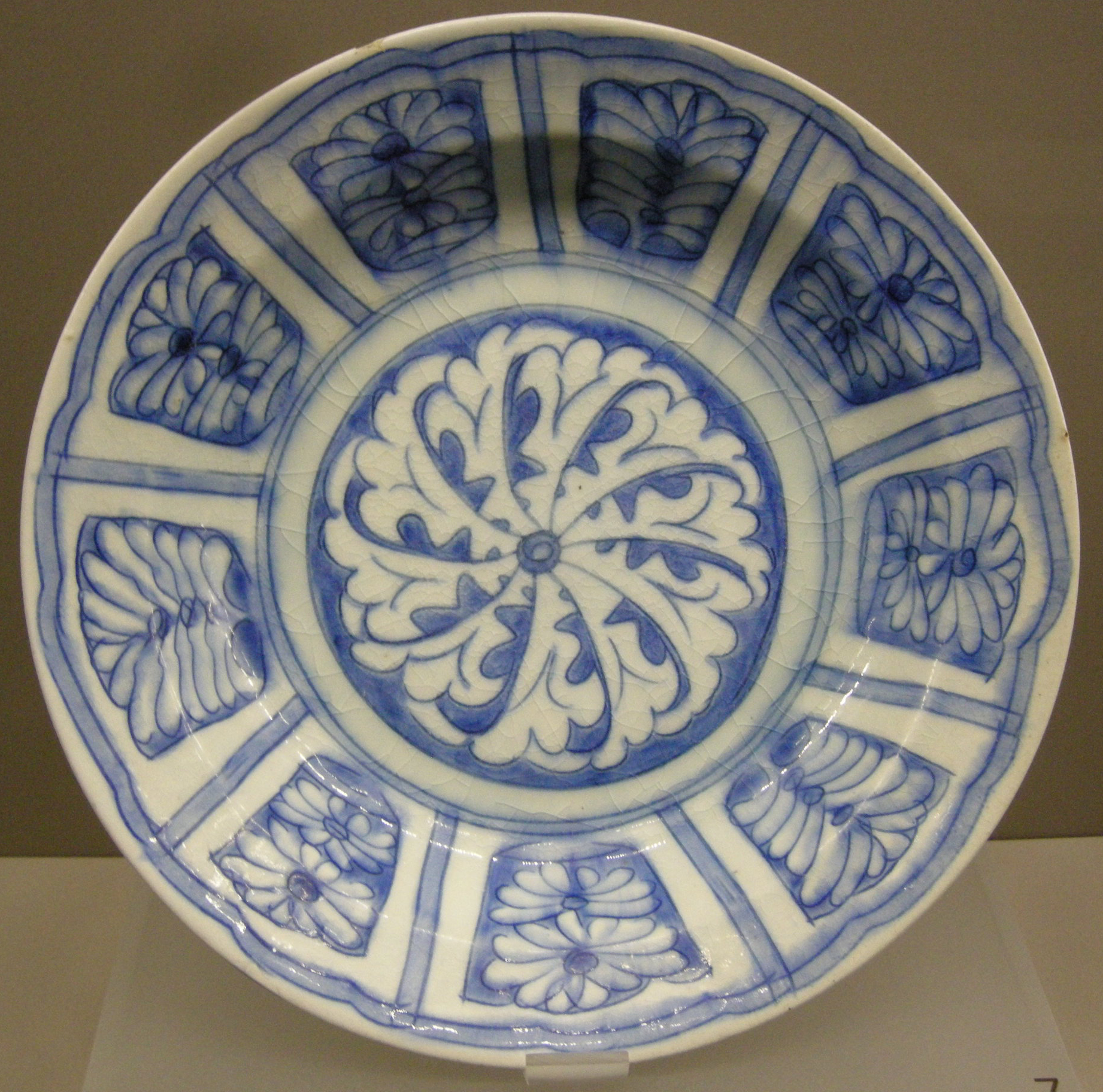
Plato, siglo XVI
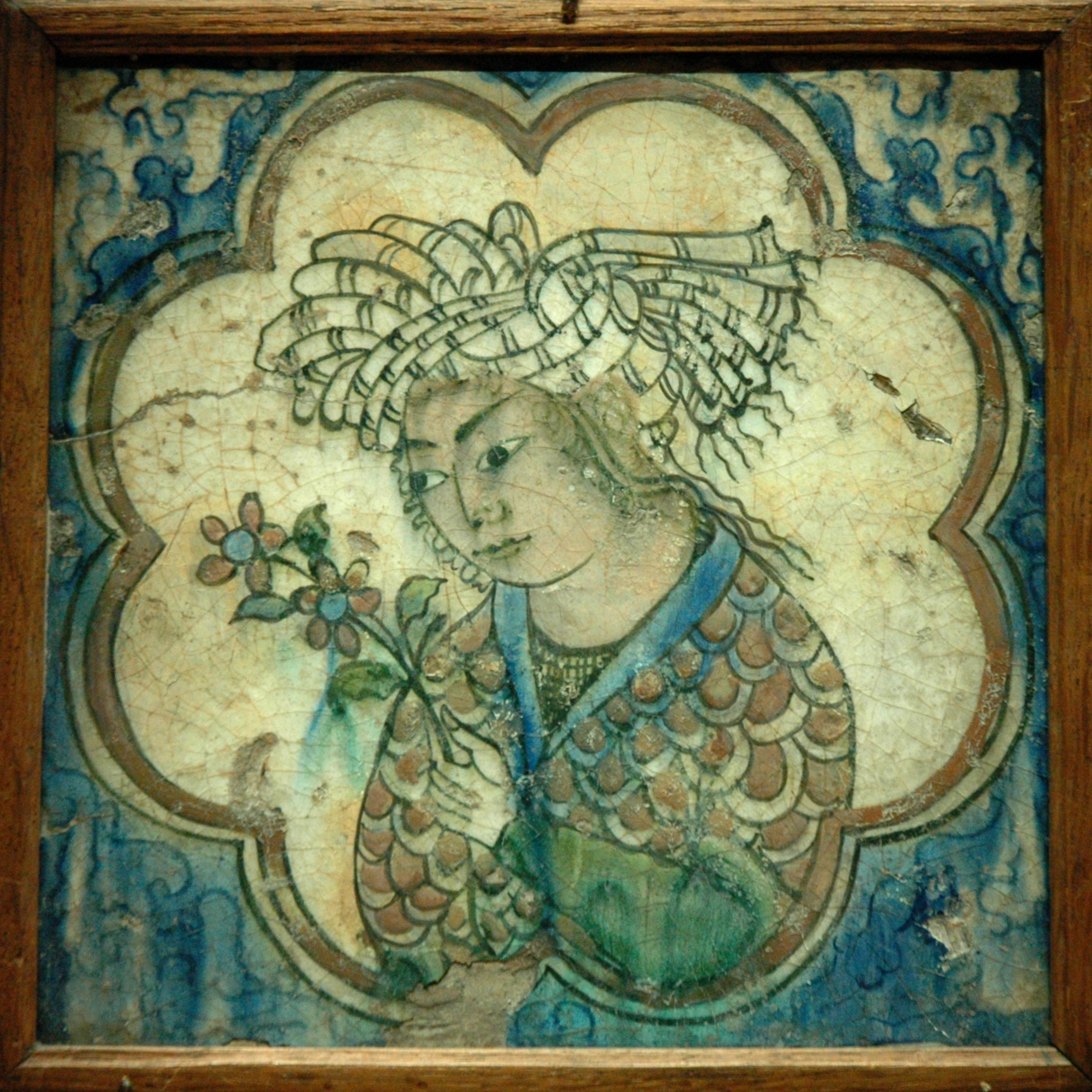
Azulejo con joven. Cerámica, pintada con recubrimiento y bajo un glaseado transparente. Noroeste de Irán, cerámica de Kubachi, siglo XVII
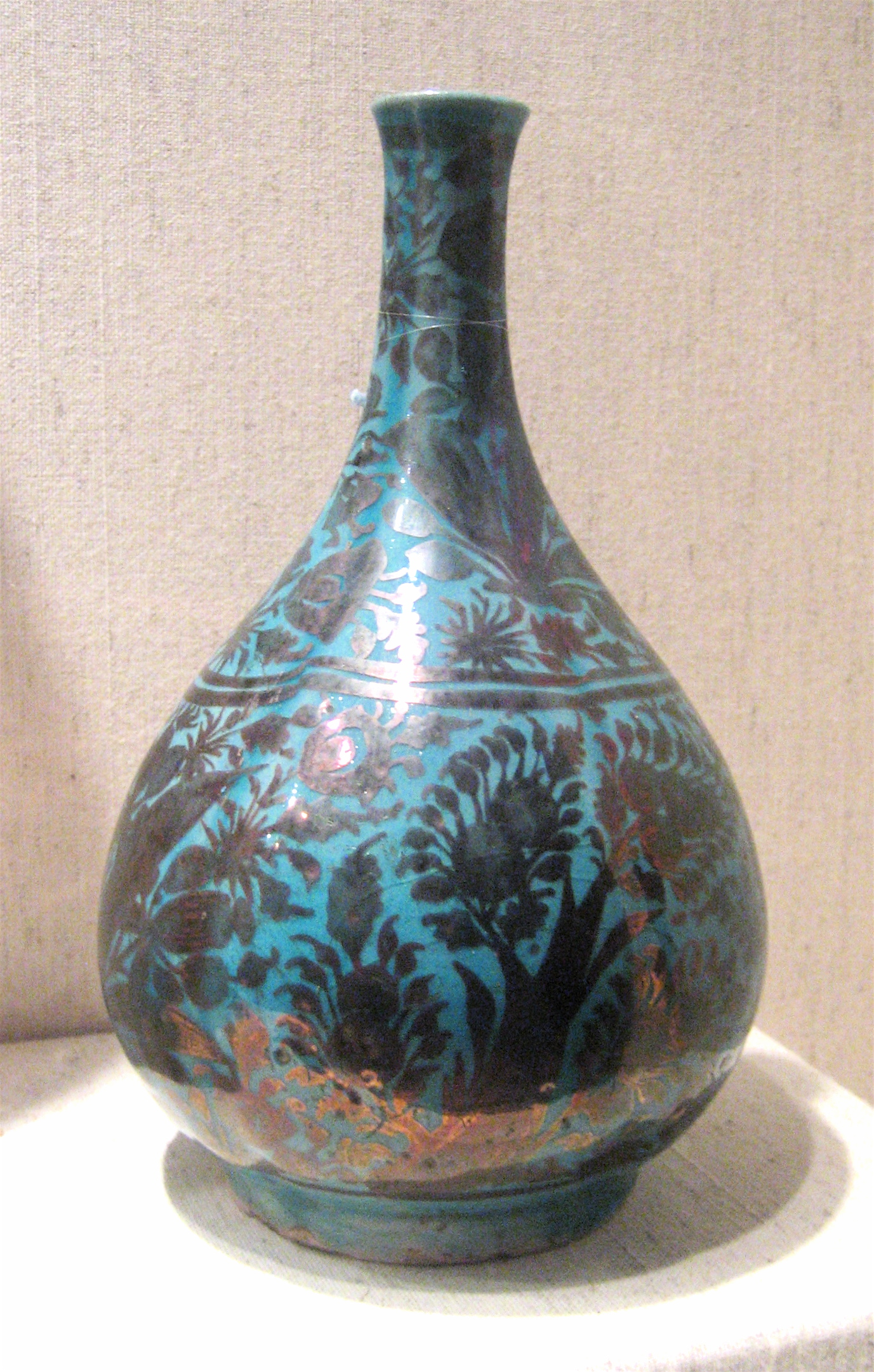
Botella de vino de loza dorada, segunda mitad del siglo XVII

### Metalurgia

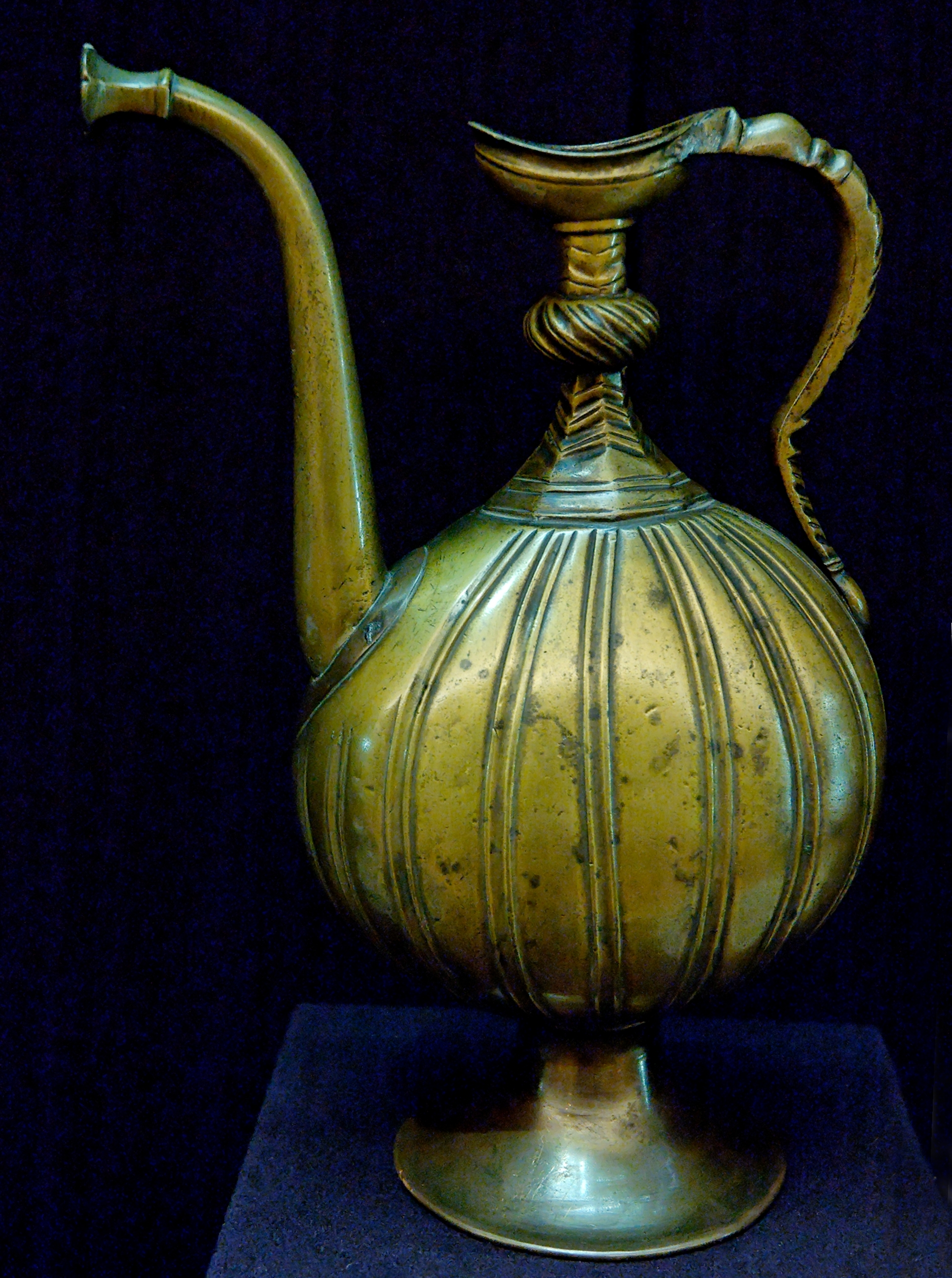
Jarra de bronce, siglo XVI

La metalurgia vio un declive gradual durante la dinastía safávida, y sigue siendo difícil de estudiar, particularmente debido al pequeño número de piezas datadas. Bajo el sah Ismaíl, hay una perpetuación de las formas y decoraciones de incrustaciones timúridas: motivos de glorias en forma de almendra, de shamsa (soles) y de nubes chi se encuentran en los tinteros con forma de mausoleos o los jarros globulares que recuerdan al de jade de Ulugh Beg. Bajo el sah Tahmasp, desaparecen rápidamente las taraceas, como se ve en un grupo de palmatorias en forma de pilares.
Las incrustaciones de pasta coloreada (roja, negra, verde) comenzaron a reemplazar las anteriores de oro y plata. Aparecen paneles calados en acero, para usos como elementos de puertas, placas con inscripciones, y las cabezas de 'alams, los estandartes que se llevan en las procesiones religiosas chiitas. A los santuarios importantes se les donaban puertas y verjas de jali en plata e incluso oro.

### Talla de piedras duras
La talla persa de piedras duras o semipreciosas, se creyó en un tiempo que databa sobre todo de los siglos XV y XVI, pero actualmente se piensa que se extienden por un periodo más amplio. El jade se fue apreciando progresivamente desde el periodo iljánida. Además de copas de vino, hay una serie de jarros con panzas globulares, montadas sobre una base en forma de anillo y que tienen cuellos anchos y cortos. Dos de ellos (uno en jade negro con otro, el otro en jade blanco) están inscritos con el nombre de Ismaíl I. El asa tiene la forma de un dragón, lo que evidencia influencia china, pero este tipo de jarro viene de hecho directamente del período precedente: su prototipo es el jarro de Ulugh Beg. Sabemos también de hojas y cachas de cuchillos en jade, a menudo incrustados con hilo de oro y grabados. Las piedras semipreciosas sirven también para elaborar joyas que incrustar en objetos de metal, como la gran botella de zinc con incrustaciones de oro, rubíes y turquesas del reinado de Ismaíl y que se conserva en el museo de Topkapi en Estambul.

## Dinastía kayar

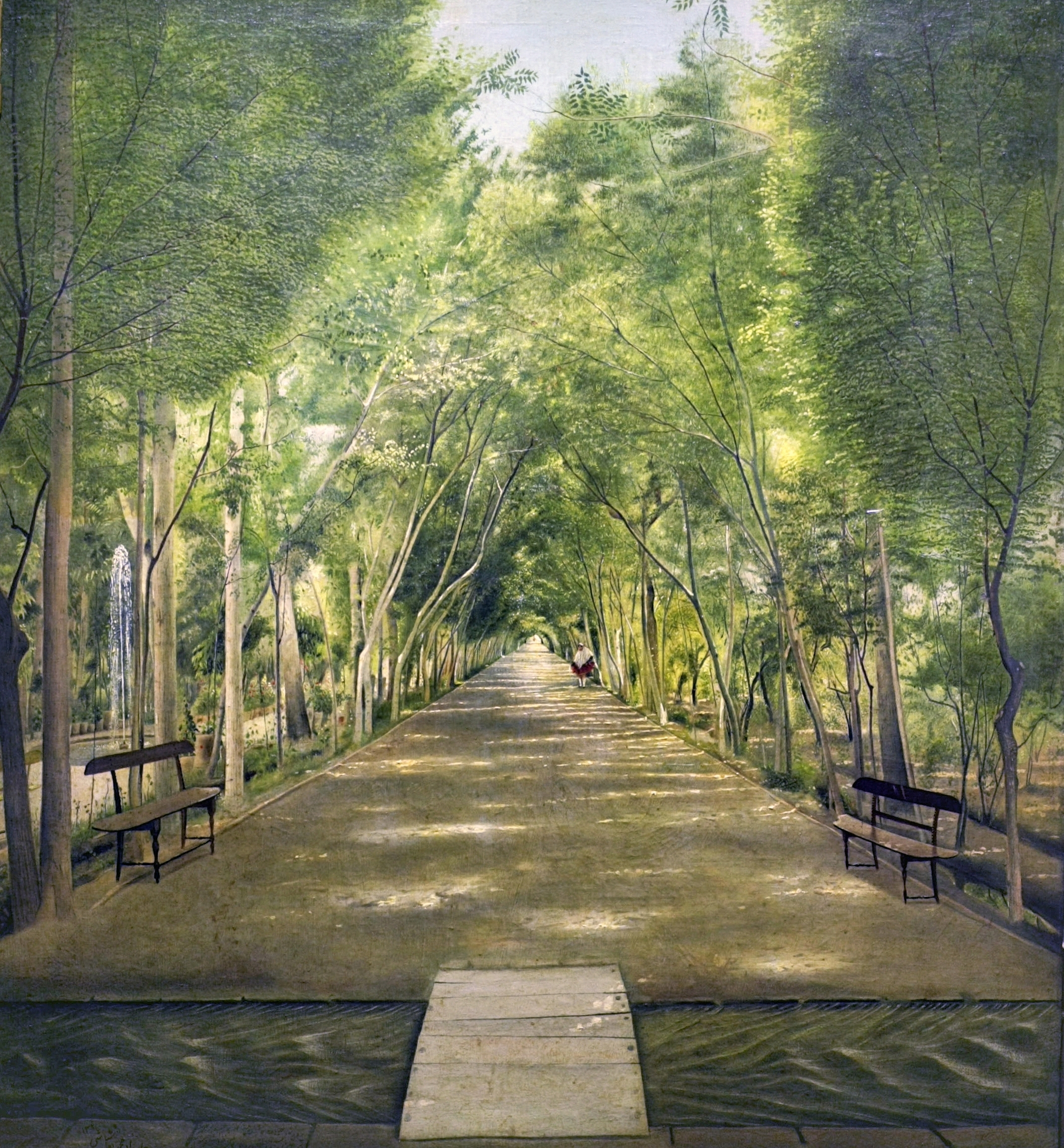
La calle Doshan Tappeh, Kamal-ol-molk, 1899

El sah Sultan Husayn, último representante de los safávidas, fue derrocado por un jefe afgano, Mir Mahmud Hotaki (1719), quien a su vez fue destituido por Nader Shah. La dinastía Kayar, turca, se mantuvo desde 1747 hasta 1925.
La expresión artística experimentó un auge debido a que fue un periodo de paz relativa. La influencia europea fue fuerte, especialmente en el arte para la realeza y la aristocracia, y produjo nuevos géneros como el esmalte pintado sobre el metal, típicamente con flores que claramente beben de estilos franceses y europeos. Se usa laca sobre madera de una manera parecida.
En esta época podemos encontrar algún relieve, como el gran y vívido panel mostrando la caza en el coto real de Tangeh Savashi, y un panel, que conserva aún gran parte de su colorido, en Taq Bostan y que muestra al sah sentado con sus sirvientes.

### Pintura kayar
La pintura adoptó la técnica europea del óleo. Se produjeron grandes murales de escenas de festividades e históricas para palacios y cafés. Muchos retratos tienen una parte superior arqueada, lo que indica que fueron realizados para instalarlos en las paredes. El arte kayar tiene un estilo muy marcado de retratos. Las raíces de la pintura kayar tradicional pueden encontrarse en el estilo de pintura que surgió durante el precedente imperio safávida. Aunque se practicó algo de modelado, predominó la aplicación de pintura espesa, y amplias zonas estaban dominadas por colores saturados planos, oscuros y ricos.
Los objetos inanimados y los bodegones se representaban de forma realista, pero los seres humanos se representan de una manera decididamente idealizada. Esto es especialmente evidente en el retrato de la realeza kayar, donde los protagonistas de las pinturas se colocaban de manera muy formulaica con rasgos estandarizados. Sin embargo, el impacto de la fotografía incrementó en gran medida los retratos de finales del siglo XIX.
Las pinturas kayar, ya en la Edad Moderna, son una combinación de influencias europeas y las escuelas de miniaturas del imperio safávida como aquellas introducidas por el Reza Abbasi. Maestros como Kamal-ol-molk (1847-1940), impulsaron aún más la influencia europea en Irán. Kamal-ol-molk procedía de una familia de pintores cortesanos, pero también se formó con un pintor que había estudiado en Europa. Después de hacer carrera en la corte, visitó Europa en 1898, a la edad de 47 años, permaneciendo alrededor de cuatro años. Fue uno de los artistas que introdujeron el estilo europeo en la pintura persa.
Durante la era kayar apareció la "pintura de la casa de café". Este estilo trata temas a menudo religiosos representando escenas de epopeyas chiitas y similares.

### Retratos reales

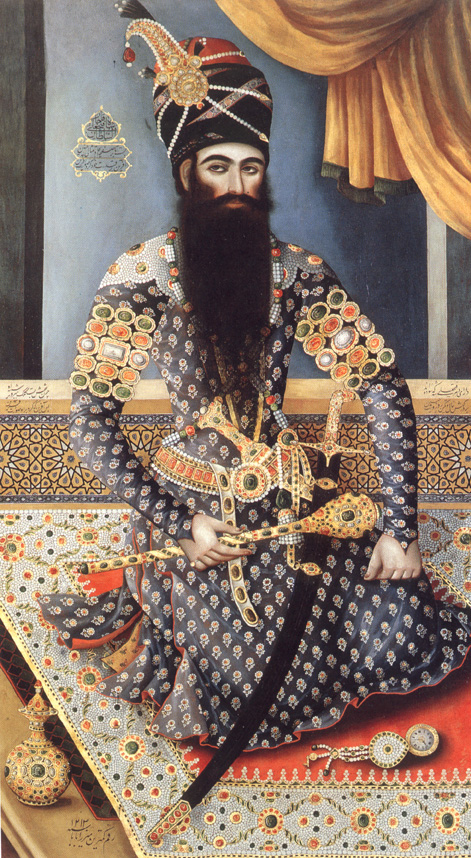
Fath Ali Shah en 1798, pintado por Mihr 'Ali.

Las más famosas de las obras artísticas del período kayar son los retratos realizados de varios sahs persas. Cada gobernante, y muchos de sus hijos y otros parientes, encargaron retratos oficiales bien para el uso privado o para la exposición pública. Los más famosos son los que se pintaron de Fath Alí Sah, quien, con su estrecha cintura, larga barba partida y ojos hundidos, ha pasado a ejemplificar la imagen romántica del gran gobernante oriental. Muchas de estas pinturas son obra de Mihr 'Ali.
Aunque los retratos se ejecutaron en varios momentos a lo largo de la vida del sah, se adhieren al canon en el que se enfatizan los rasgos distintivos de su gobernante. Hay retratos de Fath Ali Shah en una gran diversidad de ambientaciones, desde el rey guerrero vestido de armadura al caballero que huele una flor, pero todas se parecen en su representación del sah, cambiando solo ligeramente, lo que se debe más bien al autor específico de cada rettrato. Resulta apropiado que este sah en particular fuera inmortalizado de esta manera, pues fue bajo su gobierno como segundo sah kayar que el estilo floreció de verdad. Una razón para ello es la relación diplomática cada vez más estrecha que tuvieron los gobernantes kayar con las potencias europeas.

## Música
Durante el transcurso de la historia documentada de Irán, se ha desarrollado una música distintiva y única, acompañada de numerosos instrumentos musicales, muchos de los cuales fueron los primeros prototipos de algunos instrumentos musicales modernos.
La referencia más antigua a los músicos en Irán podemos encontrarlas en Susa y Elam en 3.000 a. C. Relieves, esculturas y mosaicos como los de Bishapur nos muestran una cultura musical muy activa.
La Música persa en su forma contemporánea tiene sus inicios en la época de Nasereddin Shah, quien ordenó la apertura de una "Casa de la Artesanía," donde todos los maestros artesanos se reunieran para diseñar los instrumentos y la práctica de su arte.

## Literatura

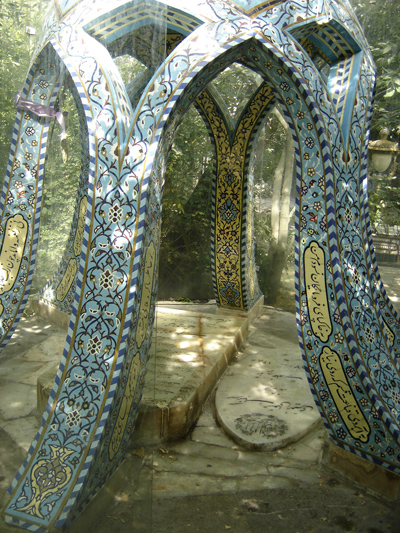
Irán está repleto de tumbas de poetas y músicos, esta pertenece a Rahi Mo'ayeri, y es una muestra del profundo patrimonio artístico iraní.

En la literatura persa se pueden distinguir dos períodos: el del antiguo Irán y la del Irán musulmán. Los documentos más antiguos son las inscripciones cuneiformes de los monumentos de los grandes reyes aqueménidas; estas inscripciones se hallan en persa antiguo con traducciones babilónicas y elamitas.
Algunos textos del antiguo irán se redactaron o compilaron después de la conquista árabe. Son escritos religiosos zoroástricos, tratados cosmológicos, obras sobre el ritual mazdeísta. El más neverable es el Avesta, constituido por grupos de estrofas, las gathas, escritas en un dialecto que se acerca al sánscrito védico. Se tiene noticia de una gran crónica nacional (Shāhnāmé) a través de escritores árabes posteriores.
De la época musulmana, destaca la poesía. Con un lapso de florecimiento de más de un milenio, fue imitado más allá de los confines del territorio iraní. La literatura de Turquía e India se desarrollaron bajo su influencia. Es una literatura cortesana, compuesta para glorificar al príncipe. Hay formas diversas: la qasida o panegírico, el lírico gazal, los matnawi (que desarrollan temas novelescos o didácticos) y el rubai, forma típicamente persa.
Algunos poetas iraníes destacados son: Ferdousí, Jayam, Hafez de Shiraz, Attar, Sa'di, Nezamí Ganyaví, Sanai, Rudaki, Rumi y Yami (m. 1492), el último gran clásico.

## Caligrafía
Will Durant dijo: "Los antiguos iraníes con su alfabeto de 36 letras, usaban pieles y lápices para escribir además de las tablillas de cerámica. El significado del arte de la caligrafía es tal, que en trabajos de cerámica, vasijas de metal y edificios históricos, la obra no está completa sin los adornos de la caligrafía con fines decorativos".
Las ilustraciones, y especialmente trabajos como el del Corán Shahnameh, Divan Hafez, Golestan, Bostan... están reconocidos como objetos de valor incalculable por su delicada caligrafía. Grandes cantidades de ellos, están almacenados y conservados en museos y colecciones privadas a lo largo del globo como el Museo del Hermitage de San Petersburgo y la Galería Freer de Washington entre otras.
Estilos:
- Shekasteh
- Nasta'liq
- Naskh
- Mohaqqaq

## Azulejos decorativos
Los azulejos son una característica única de las mequitas azules de Isfashan. en tiempos antiguos, Kashan (kash + an que literalmente significa la tierra de los azulejos) y Tabriz fueron los dos centros más famosos de los mosaicos persas y la industria del azulejo.

## Motivos

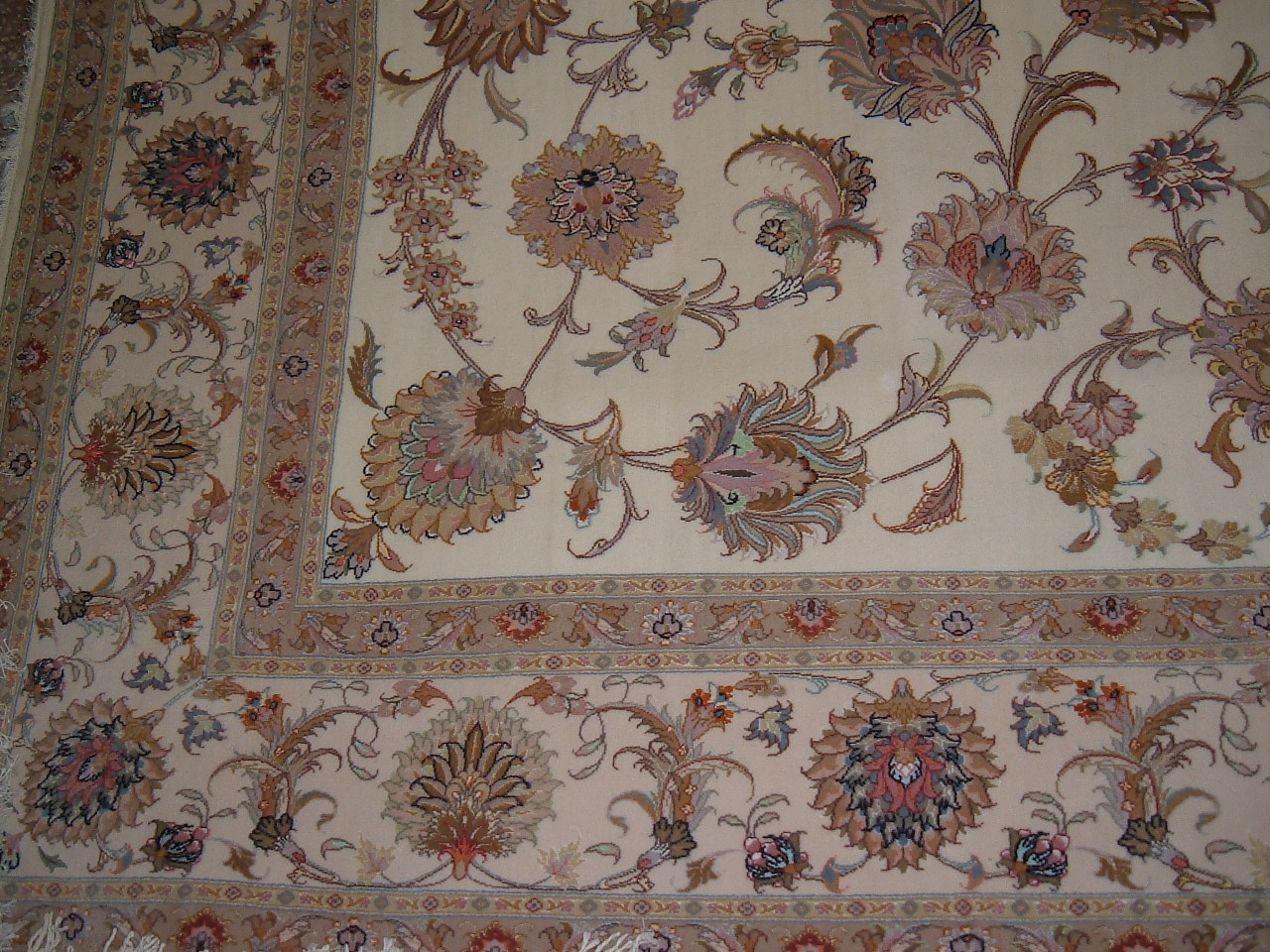
Un fragmento de la alfombra de Tabriz].

Desde hace siglos, el arte persa ha desarrollado patrones propios diseñados para decorar los productos persas. Estos motivos pueden ser:
- Inspirado por las ancestrales tribus nómadas (como los motivos geométricos utilizados en los estilos kilim y gabbeh).
- Los influenciados por el islam, con unos conocimientos geométricos avanzados.
- Estilo oriental, que se puede encontrar también en la India o Pakistán.

## Otras artesanías
- Galesh
- Ghalamkar
- Giveh
- Joyas persas

## Para saber más
- Roxburgh, David J.. 2003. “Micrographia: Toward a Visual Logic of Persianate Painting”. RES: Anthropology and Aesthetics, no. 43. [President and Fellows of Harvard College, Peabody Museum of Archaeology and Ethnology]: 12–30. http://www.jstor.org/stable/20167587.
- Soucek, Priscilla P.. 1987. “Persian Artists in Mughal India: Influences and Transformations”. Muqarnas 4. BRILL: 166–81. doi:10.2307/1523102. http://www.jstor.org/stable/1523102.